# Antônio Pedro de Figueiredo
Antônio Pedro de Figueiredo (Iguarassu, Pernambouc, 1814 - Recife, 1859) était un journaliste, penseur, enseignant et traducteur brésilien.
Mulâtre d'origine très modeste, fils de petits paysans, mais avide de connaissances, Figueiredo, encore adolescent, vint à Recife sur une fausse promesse et fut recueilli au couvent du Carmel, où il trouvera un environnement propice pour s'instruire, notamment pour s'initier à la philosophie et aux langues, dont le français. Sans être titulaire d'aucun diplôme, mais doté, pour avoir dévoré quantité de livres, d'une solide culture autodidacte, et jouissant de la protection du comte de Boa Vista, il fut nommé professeur au prestigieux lycée de Pernambouc à Recife.
Figueiredo, représentant typique de l'homme brésilien cultivé, débuta dans la carrière intellectuelle par une traduction en portugais d'œuvres de Victor Cousin, dont la pensée avait pénétré tardivement au Brésil et dans l'éclectisme duquel il crut trouver la solution aux positions extrêmes (héritées du XVIIIe siècle européen) de l'empirisme de Locke et du rationalisme cartésien. Ses autres influences furent Théodore Jouffroy, ainsi que les tenants, surtout français, du réformisme social, en particulier les socialistes utopiques, des écrits desquels il était bien informé.
En 1846, il lança, en collaboration avec quelques compagnons d'idées, la revue O Progresso, publication qui détonna dans le Pernambouc de cette époque par sa haute tenue intellectuelle et qui, comportant notamment un programme complet de modernisation du pays, passe aujourd'hui pour être l'un des documents les plus mémorables et les plus utiles à la connaissance des luttes politiques dans le Brésil du milieu du XIXe siècle. Son réformisme vaudra à Figueiredo, rédacteur en chef d'O Progresso, d'être qualifié de socialiste par ses contemporains et par plusieurs auteurs du XXe siècle, entre autres par Gilberto Freyre, qui goûtait fort ses écrits et sur les instances de qui les articles de la revue furent réédités en 1950 ; il est vrai aussi que Figueiredo s'autoqualifiait de socialiste. La revue se proposait de réveiller l'opinion publique et de faire toucher du doigt les maux dont Figueiredo estimait qu'ils empêchaient la création de conditions favorables à l'avènement du progrès au Brésil ; lui et ses amis, auquel viendra se joindre l'ingénieur français Vauthier ― attiré dans le Pernambouc pour moderniser Recife et jouissant comme Figueiredo des faveurs de Boa Vista ―, mécontents tous de la situation de gâchis politique dans lequel à leurs yeux se trouvait le Pernambouc, s'efforcèrent de promouvoir les idées de progrès social en Amérique du Sud et pour cela s'attachaient à enseigner au peuple ses droits et devoirs et de lui montrer ses véritables amis ; aussi les articles de la revue, et ceux de Figueiredo en particulier, étaient intentionnellement conçus pour instruire le public afin de permettre un débat civilisateur de s'instaurer, condition préalable fondamentale pour mener les réformes nécessaires au progrès matériel et moral du Brésil. À l'éclatement de la Révolution praieira de 1848, que les idées de Figueiredo ont pu contribuer à inspirer, celui-ci décida de cesser la parution de la revue. À l'issue d'une période de mutisme, abstraction faite d'un petit ouvrage philologique consacré à la langue portugaise, il sera engagé en 1855 par le quotidien Diario de Pernambuco pour y tenir un feuilleton hebdomadaire, qu'il intitulera A Carteira, et où son acuité de critique social s'exercera à travers les faits (culturels, sociétaux, politiques…) de l'actualité récente, et auquel il contribuera jusque peu avant sa mort en 1859.
Sur ces trois périodes — période cousinienne, période dO Progresso, période dA Carteira —, il y a dans la pensée de Figueiredo une constante, à savoir tout ce qui définit le penseur moderne, tout entier porté à saisir le moment historique qui se présente à lui, moment gros de possibilités, qu'il s'agit de ne pas gâcher, et tourné surtout vers la critique sociale, car pénétré du rôle qu'a à jouer l'intellectuel dans le processus de développement d'une société, et ouvert aux courants de pensée qui se succédaient à son époque. L'apparition de conceptions issues de la tradition chrétienne, qui affleurent çà et là dans la troisième période, a porté certains auteurs à postuler que Figueiredo s'acheminait vers une synthèse entre modernité et culture chrétienne traditionnelle du peuple brésilien. Il lui apparut en effet possible de concilier les conquêtes de la raison humaine avec les acquis de ce que l'historien Torres Bandeira appela la « raison catholique » ; loin de s'opposer les unes aux autres, les premières sont la traduction sur le plan rationnel de que les autres avaient déjà manifesté à l'Homme au nom de la révélation. Figueiredo de la sorte intervient comme médiateur entre le traditionnel et le moderne, sans trahir l'un pour l'autre. D'autres, comme Vicente Barretto, ont préféré situer Figueiredo dans les rangs des réformistes sociaux surgis au XIXe au sein même du libéralisme capitaliste ; ce qui, à ce titre, fonde l'originalité de la pensée de Figueiredo est le contact avec, et les références à, la réalité spécifiquement brésilienne, et plus particulièrement encore, celle de sa province natale du Pernambouc. Des analystes de la sphère marxiste soulignent que les efforts de Figueiredo et de sa revue tendaient avant tout à mettre en place au Brésil les conditions propices à l'organisation d'une bourgeoisie nationale efficace en adéquation avec les desseins d'un capitalisme international en expansion.
Sa mort prématurée coupa court à un projet de voyage en Europe, auquel Figueiredo aspirait de longue date pour se mettre en rapport avec les maîtres de la pensée européenne, et qu'allait permettre enfin une allocation gracieusement accordée, au terme de vifs débats, par l'assemblée provinciale du Pernambouc. Son œuvre connut ensuite une période d'oubli, jusqu'à ce qu'il fût redécouvert et sa revue rééditée en 1950, à l'instigation de Gilberto Freyre, sur les presses officielles du gouvernement du Pernambouc.

## Biographie

### Jeunes années
Nous disposons de peu d'éléments biographiques sur les premières années de Figueiredo et sur sa vie antérieurement à son arrivée à Recife ; lui-même n'a laissé aucune indication précise sur ses origines, et force nous sera donc de nous contenter de conjectures. Il reste quelques rares allusions calomnieuses et railleuses faites par ses ennemis dans les journaux satiriques de l'époque, notamment cette remarque acerbe dans l'un des rares numéros de l'éphémère gazette O Vulcão : « […] le ridicule Cousin Fusco (= litt. Cousin Morricaud, surnom de Figueiredo), fils du mulâtre Bazílio là-bas à Iguarassu, où il a toujours vécu en nettoyant les étables de son père et en pêchant ses crabes et ses labres ».
Il n'est jusqu'à sa date de naissance qui ne soit sujet à conjecture. Si le Dicionário Biográfico de Pernambucanos Célebres de Francisco Augusto Pereira da Costa, de même que le Dicionário Bibliográfico Brasileiro d'Augusto Vitorino Sacremento Blake, donne comme date de naissance le 22 mai 1822, le journal O Liberal Pernambucano indique, dans sa nécrologie de Figueiredo, que celui-ci décéda à l'âge de 45 ans, dont on doit donc déduire 1814 comme année de naissance.
L'on sait qu'il naquit à Iguarassu, petite localité historique située à environ 25 km (à vol d'oiseau) au nord de Recife. De parents pauvres, dont on ne sait pour ainsi dire rien, mulâtre, rêvant depuis son jeune âge de faire des études, il se rendit à Recife sur la foi d'une promesse d'aide d'un certain João Sinhô, lequel cependant ne tint pas ses engagements et l'abandonna. Il fut recueilli par les frères du couvent du Carmel de Recife, y trouvant, dans l'atmosphère imprégnée de quiétude de cette institution, les conditions favorables à l'épanouissement de son esprit. Il y reçut de la part des frères « l'accueil et la protection matérielle lui permettant de s'adonner aux études ».

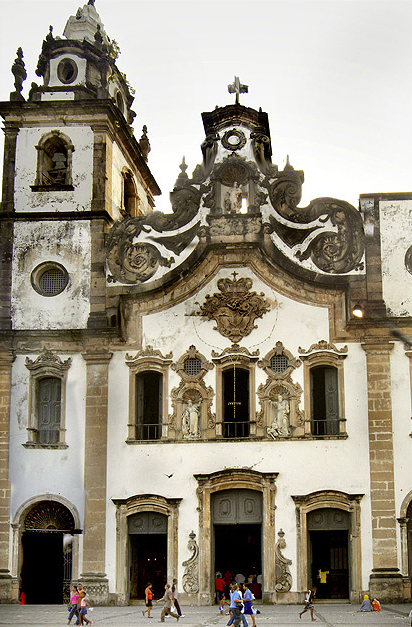
Église et couvent du carmel à Recife, qui recueillit Figueiredo adolescent et lui permit de s'instruire.

C'est aussi dans le couvent du Carmel que, nonobstant les incessantes doléances à propos de la précarité des installations, le Lycée de Recife tenait ses quartiers jusqu'à mars 1844. Il ne semble pas cependant que Figueiredo ait suivi les cours de ce lycée ; en effet, dans l'histoire du Gymnase pernamboucain (dénomination que prendra le lycée plus tard) rédigée par Olívio Montenegro, ouvrage dans lequel il fut pris grand soin de signaler les noms de tous les anciens élèves ayant atteint la célébrité, celui de Figueiredo ne se trouve pas mentionné, alors qu'au contraire il est cité à plusieurs reprises, et de manière élogieuse, au titre d'enseignant. Il y eut à la suite de son décès nombre d'expressions de condoléances et de références à sa haute culture, mais aucun établissement d'enseignement ne revendiqua l'honneur de l'avoir compté parmi ses élèves. Ce qui en particulier fit l'objet d'éloges à son endroit fut sa ténacité à étudier, au milieu de difficultés qui en eussent découragé maints autres.
Néanmoins, il est imaginable, et même plausible, que le jeune Antônio Pedro eût fréquenté ici un cours de portugais, là une leçon de français, chez quelque professeur particulier sensible à la ferveur studieuse de l'élève. Il n'est pas improbable non plus que Figueiredo eût étudié, outre le portugais, le français et l'anglais, également le latin et qu'il eût suivi quelques cours de philosophie. Il avait à coup sûr le loisir de lire des ouvrages de philosophie, attendu qu'il entreprit dans la suite une traduction d'un livre du philosophe français Victor Cousin, intitulé en portugais Curso de Filosofia et composé de trois volumes ; ce fait en lui-même corrobore l'hypothèse que Figueiredo eût suivi des cours de philosophie, compte tenu qu'il ne suffit pas de connaître telle langue pour transposer en une autre le contenu d'un texte, mais que cela requiert aussi une certaine familiarité avec le contenu à traduire. En tout état de cause, Figueiredo ne sera titulaire d'aucun diplôme, ce qui ne l'empêchera pas de se mesurer avec ceux qui en étaient légalement détenteurs.
Entre-temps, Rego Barros, comte de Boa Vista, qui gouverna la province du Pernambouc de fin 1837 à 1844, prit Figueiredo sous sa protection et fit en sorte qu'il fût nommé en 1844 professeur adjoint de géométrie (en effet, c'était au président de province qu'il incombait réellement de désigner les professeurs du Lycée provincial) ;  cependant, cette nomination de Figueiredo n'intervint pas uniquement sur la base de sympathies personnelles, mais aussi de réelles capacités intellectuelles.

### Carrière d'enseignant et d'écrivain
Figueiredo commença à prendre une part active à la vie intellectuelle de Recife en 1843. Le Diario de Pernambuco, dans son édition du 27 avril de cette année-là, annonça la traduction par Figueiredo d'œuvres de Victor Cousin, traduction intitulée Curso de Filosofia ou Lições de Filosofia ; il s'agissait de la traduction portugaise des tomes d'Introduction à l'histoire de la philosophie, que Figueiredo avait regroupé en un seul volume, et de Cours d'histoire de la philosophie, divisé par lui en deux volumes. Ce travail et son adhésion enthousiaste initiale aux thèses de Victor Cousin lui vaudront le sobriquet de Cousin Fusco, dont il sera affublé par ses ennemis et qui l'accompagnera toute sa vie durant. Il semblerait que le jeune Figueiredo, qui était alors âgé de 27 ans, se proposait de se vouer réellement à la philosophie.
Comme signalé ci-haut, c'est à l'intervention de Rego Barros, alors président provincial, que Figueiredo fut nommé en 1844 professeur en second de géométrie au Gymnase du Pernambouc. Pour son projet de modernisation de la ville de Recife, Rego Barros s'était assuré les services du jeune ingénieur français Louis Léger Vauthier, qui sera pendant près de six ans le responsable du service des travaux publics, et sera aussi celui qui entraînera Figueiredo dans la lecture des livres des socialistes utopiques, au premier rang desquels Charles Fourier. L'historien Gilberto Freyre a fait observer que « l'inclination pour le mécanicien ou technicien étranger, principalement pour l'ingénieur, s'était fait sentir depuis des années chez les Brésiliens les plus éclairés, ce qui se répercuta sur la ferveur des gouvernants désireux de promouvoir le progrès matériel du pays ». Peut-être cette aspiration au progrès matériel explique-t-elle l'amitié qui unissait Figueiredo et Rego Barros, dont la protection apportée au futur journaliste permit de garantir à celui-ci des conditions de vie minimales. Rego Barros, décelant chez Figueiredo un penchant pour certaines idées, et son instinct d'homme lié à la classe dirigeante ayant dû l'avertir du danger d'un tel penchant, il s'employa à garder Figueiredo éloigné des ennemis de l'ordre établi. Ayant perçu dans Figueiredo un intellectuel habile dans l'appréhension des problèmes sociaux, et un esprit indépendant dans l'élaboration des idées, Rego Barros ressentit la nécessité de conquérir ces deux jeunes gens (l'autre étant Nascimento Feitosa), dont les talents pourraient représenter un péril si d'aventure les libéraux parvenaient à les rallier à leur cause.

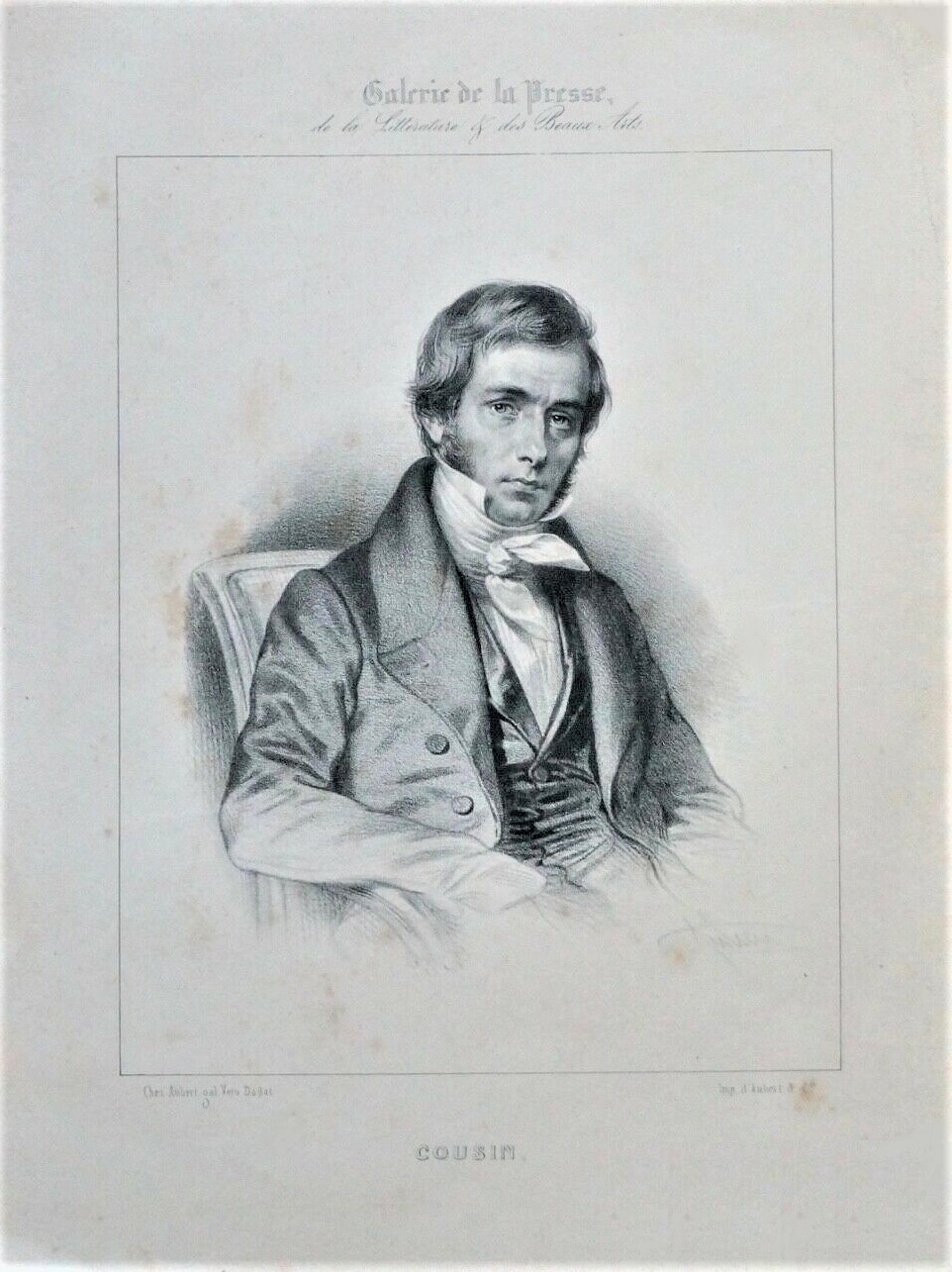
Victor Cousin fut le premier maître à penser de Figueiredo, qui adopta son éclectisme et traduisit une partie de son œuvre.

Bien que l'on ait beaucoup écrit sur la profonde amitié qui liait Rego Barros et Figueiredo, ce dernier ne vint jamais à jouir des bénéfices qu'une telle relation eût pu lui apporter sur le plan de ses conditions de vie, ni quant à la possibilité d'avoir accès aux salons où se réunissait l'élite recifense. Au contraire, en réponse à son attitude cohérente et probe axée sur la défense des idées qu'il jugeait justes, Figueiredo ne manqua pas, tout au long des années qu'il consacra à porter au grand jour les causes des problèmes nationaux et à indiquer des solutions, de s'attirer des inimitiés féroces et d'âpres critiques tant contre ce qu'il écrivait que contre sa personne.
En 1846, à la suite de l'évincement de Rego Barros à la tête de la province par les libéraux, de son subséquent remplacement par Antônio Pinto Chichorro da Gama, et de son départ pour Rio de Janeiro, Figueiredo fut renvoyé du Lycée provincial. Peu après, les rédacteurs de la revue O progresso publièrent, révoltés, un article contre la décision du nouveau président de province. Sous le titre de Variedades, cet article formulait la philosophie de la revue et la ligne directrice qu'elle avait résolu de poursuivre au profit du noble but que les rédacteurs avaient en vue : élever les esprits à une compréhension des raisons qui maintenaient le pays dans une situation aussi arriérée ; l'acte administratif qui écartait Figueiredo de l'enseignement n'était que la confirmation de la politique endémique délétère qui façonnait alors la vie dans le Pernambouc et à laquelle il importait de mettre un terme. Chichorro da Gama, le nouveau président, fit toutefois la sourde oreille à l'appel des amis de Figueiredo : celui-ci était, écrivit-il, un protégé, « un mulâtre présomptueux, commensal du comte de Boa Vista, son protecteur, ce qui lui seyait mal, en tant que socialiste, ayant en effet un guabiru (sobriquet des conservateurs pernamboucains, NdT) chevelu comme Mécène ».
Le nouveau président Chichorro da Gama ne fit donc pas marche arrière, et ce ne sera que quatre ans plus tard, en 1849, lorsque la Praia eut été détruite et enterrée, que le président Honório Carneiro Leão, marquis du Paraná, — selon une information parue en avril 1850 dans le journal conservateur A União, porte-voix du parti conservateur, fondé par Nabuco de Araújo —, réparera l'injustice en le réintégrant dans le Gymnase pernamboucain (devenu aujourd'hui Colégio Estadual de Pernambuco), « nommant notre ami à la chaire de la langue nationale, poste qu'il est plus habilité à occuper que quelque candidat que ce soit qui pourrait se présenter ».
La carrière de Figueiredo semble avoir toujours été desservie par son caractère irascible. Il était intraitable quand il s'agissait de défendre ses points de vue : « Nous avons pris à tâche d'exprimer nos idées et non celles d'autrui, et, quoique que nous sachions royalement que pour les philosophes en général la certitude est subjective et la vérité objective, nous prenons la liberté d'être d'une opinion différente. Et cela est sans aucun doute une grave irrévérence »,. Il est certain néanmoins qu'à partir de 1849 ou de 1850, Figueiredo connut la stabilité matérielle, et bénéficia notamment du soutien d'un groupe d'amis de jeunesse qui, au sein de l'Assemblée du Pernambouc, ne cessait de défendre l'idée d'octroyer à Figueiredo un subside en vue d'un voyage en Europe, et de satisfaire ainsi un de ses vieux désirs. La chose ne fut pas aisée ; mise au débat à l'Assemblée provinciale, la proposition se heurta à forte opposition.
Redevenu professeur au Gymnase, Figueiredo poursuivit ses activités d'écrivain. De 1846 à 1848, il fut rédacteur en chef de la revue O Progresso, à la rédaction de laquelle collabora également l'ingénieur français Louis Léger Vauthier. Celui-ci, qui avait été invité à venir au Brésil par le comte de Boa Vista, alors président de province du Pernambouc, et était en pratique devenu ingénieur en chef des travaux publics de Recife, avait coutume de lire les écrits de Jean-Baptiste Say, Sismonde de Sismondi etc., et s'était abonné, pour lui-même et pour ses amis, à diverses revues françaises, telles que Phalange, Démocratie et Socialiste. Parmi les lecteurs et souscripteurs de ces revues figure aussi le nom d'Antônio Pedro de Figueiredo. Vauthier écrivit dans les deux premiers numéros d'O Progresso ; mais le troisième numéro parut avec la nouvelle de son départ pour la France. Ce Français fouriériste avait marqué de sa forte empreinte la politique du Pernambouc, et son retour en France intervint au moment où la campagne menée contre lui, qui avait dirigé d'importants travaux dans le Pernambouc, avait atteint son paroxysme.
Avec la fin de la révolution dite praieira, Figueiredo fit cesser la parution d’O Progresso et commença à écrire, sous le pseudonyme d’Abdala-el-Kratif, dans un feuilleton original intitulé A Carteira (le Portefeuille ou le Pupitre), qui sera édité chaque lundi de 1856 à 1858 dans le journal Diario de Pernambuco. A Carteira comprenait des critiques littéraires, des recensions de théâtre, des récits, des légendes et traditions, traitait des sciences et des arts, en plus de correspondances et d'articles, traduits de l'anglais et du français, tirés de l’Annuaire des deux mondes, de la Revue de Paris, de la Revue des deux mondes, et d'autres périodiques européens.

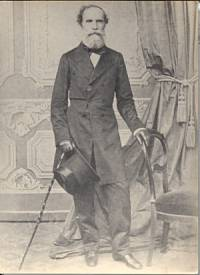
Le comte de Boa Vista, protecteur de Figueiredo et de Vauthier.

À partir de 1852 au moins et jusqu'à sa mort, il rédigera, pour le compte de ce même Diario de Pernambuco, organe officiel des conservateurs, outre des articles occasionnels, une espèce de chronique de la semaine, sous le titre de Retrospecto Semanal, également tous les lundis, où il n'aura que fort peu l'occasion d'exprimer des réflexions personnelles. Le journaliste et historien Pereira da Costa affirmera que Figueiredo contribua au Diario de Pernambuco douze années durant.
En 1852, par l'intermédiaire du Diario de Pernambuco et du journal A Imprensa, Figueiredo eut une polémique avec le Dr Pedro Autran da Mata, professeur en économie, à propos du socialisme, polémique très instructive en tant qu'elle aide à saisir la pensée de Figueiredo. Il contribua par ailleurs à la revue politique O Parlamentar, dont le premier numéro sortit le 1er juin 1848, et dont ne paraîtront que cinq numéros en tout, le dernier au 1er juillet 1848. Le propos de cette revue était « l'examen des actes de la dénommée Assemblée provinciale de Pernambouc, sous la promesse qu'elle ne supportera pas que les membres de celle-ci polluent impunément les lieux qu'ils viendront à conquérir à force de violences et d'infamies ».
En août 1855, en vertu d'une décision ministérielle, Figueiredo devint, dans le même établissement où il enseignait déjà, titulaire d'une deuxième chaire, celle d'histoire et géographie.
Il donna encore une traduction de De la souveraineté du peuple et des principes du gouvernement républicain moderne, ouvrage de Joseph Louis Elzéar Ortolan, sous le titre Da soberania do povo e dos princípios do governo républicano (1848), et de les Sept Cordes de la lyre, roman dialogué de George Sand, sous le titre As sete cordas da lira (1847). Il rédigea un ouvrage de philologie (de son propre cru) : Noções abreviadas de filologia, acerca da língua portuguesa (litt. Notions abrégées de philologie, relativement à la langue portugaise, 1851).
Lors de sa séance du 27 mai 1858, l'assemblée législative provinciale du Pernambouc approuva en troisième lecture le « projet octroyant un congé de 18 mois au professeur du Gymnase A. P. de Figueiredo, pour aller faire un voyage en Europe ».
Alors qu'il était très près de pouvoir réaliser son rêve de connaître l'Europe et de se mettre en contact avec des esprits culturellement plus évolués, il mourut prématurément d'une « congestion cérébrale », le 21 août 1859, à l'âge de 45 ans, au terme de « dix longs mois des plus intenses souffrances ».

## Œuvre

### La revueO Progresso

#### Genèse et histoire
La fondation d'O Progresso fut décidée pendant une promenade en avril 1846 qui conduisit quatre amis des quais du port de Recife vers le quartier Santo Antonio, dans le centre. Après avoir croisé le chemin d'un fonctionnaire limogé par le gouvernement du libéral Chichorro da Gama, objet habituel de leurs conversations et de leurs critiques, ils arrivèrent à la conclusion que le gouvernement en place, pour avoir pris position contre les intérêts du peuple et ne diriger qu'au bénéfice des siens, constituait un mal qu'il y avait lieu de combattre. Il fallait que quelque chose fût entrepris contre un système de gouvernement qui donnait « à quelques centaines d'intrigants le moyen de vivre aux dépens de la sueur du pauvre peuple. D'autant plus lorsque les forces vives de la nation se dissipent dans ces luttes intestines et que le progrès s'en trouve indéfiniment interrompu ». Contre le mal que favorisait « l'absence d'une opinion publique, ou plutôt, de son assoupissement », face à la « déliquescence gouvernementale », ils ne voyaient qu'un seul remède : une presse apte, par son action, à réveiller l'opinion publique. Dans le but de publier un organe de presse qui eût à cœur la cause de l'humanité, « celle du peuple qui gémit, paye et se tait », capable d'enseigner « au peuple ses droits et devoirs » et de lui indiquer quels sont « ses véritables amis, — ceux qui se soucient d'améliorer sa misérable condition » —, attendu que jusque-là le Pernambouc ne connaissait que des « gazettes vouées aux intérêts de parti, qui se lançaient des insultes à pleines mains... », trois des quatre amis mirent en circulation, le 12 juillet 1846, dans les rues de Recife, le premier numéro de la « revue sociale, politique, littéraire et scientifique » O Progresso, véhicule des idées de progrès social en Amérique du Sud.
O Progresso, qui parut du 1er juillet 1846 à septembre 1848, avait pour collaborateurs, — outre Figueiredo, rédacteur en chef —, Louis Léger Vauthier et Henri Milet, ingénieurs français venus au Brésil avec mission de moderniser la ville de Recife, Soares de Azevedo et Maciel Monteiro, journalistes et, comme Figueiredo, enseignants au Lycée provincial, l'actuel Gymnase pernamboucain.
Se distinguant par sa haute tenue dans le paysage journalistique pernamboucain de l'époque, cette « publication notable » permit aux Recifenses de prendre connaissance et de débattre des idées les plus avancées conçues et circulant en Europe au milieu du XIXe siècle. Après la mort de Figueiredo, la revue O Progresso disparut dans les archives et ne revint à la surface, en 1955, sous la forme d'une réédition, que grâce aux instances répétées de Gilberto Freyre et à l'initiative de l'historien Amaro Quintas.

#### Contexte
Dans les décennies qui suivirent l'indépendance, le Brésil continua d'être une société rurale et esclavocrate, avec un très petit nombre de villes, avec une classe moyenne minimale, sans intérêts culturels et résignée. À l'époque de Figueiredo, la moitié de la population brésilienne, dont le chiffre ne devait pas dépasser les 7 millions d'habitants, était esclave ; l'autre moitié, composée de blancs et d'Indiens, était majoritairement analphabète. Les écoles étaient en faible nombre ; il n'y avait aucune université ; le pays manquait de librairies et de bibliothèques. Ce n'est qu'à l'arrivée de la famille royale portugaise en 1808 que virent le jour quelques imprimeries pour la production des rares journaux, qui n'avaient jamais d'existence très longue. La fondation du Diario de Pernambuco, le journal le plus ancien de toute l'Amérique latine, remonte à 1825, mais au cours des premières décennies de sa parution, la rédaction se limitait, comme annoncé dans le premier numéro, à rendre compte de « vols, pertes, objets trouvés, ventes publiques, locations, baux, fuites et captures d'esclaves […] »,.
Dans la majeure partie de la presse de l'époque, l'homme noir était vu comme un article de commerce, au même titre qu'un animal de bât. C'est seulement par la conscience critique de quelques intellectuels peu nombreux, comme Figueiredo, et par leurs écrits, que la presse brésilienne commença à soulever l'idée d'une abolition de l'esclavage. Des voyageurs étrangers nous ont laissé leur témoignage sur la situation des esclaves dans le Brésil du XIXe siècle. Charles Darwin, quand il amarra son HMS Beagle à Rio de Janeiro dans la seconde moitié des années 1820, puis dans le Pernambouc au début de la décennie 1830, fut scandalisé par le sort fait aux esclaves du Brésil ; à Rio de Janeiro, il sera témoin de la vente d'enfants, arrachés à leurs mères, acquis par des maîtres différents et éloignés les uns des autres ; à Recife, il put entendre les cris des esclaves en train d'être torturés derrière les murs des maisons.
L'environnement culturel et intellectuel était à l'avenant. Certes, avec la venue au Brésil de la famille royale portugaise en 1808, la censure des imprimés de tous ordres, — livres, revues, journaux —, incontestablement se relâcha. La famille royale amena avec elle sa bibliothèque, qui allait devenir bientôt l'amorce de l'actuelle Bibliothèque nationale du Brésil. Auparavant, la plupart des imprimés parvenaient dans le pays en contrebande, dissimulés dans la cale des navires ou de quelque autre façon. Il n'y avait quasiment pas d'imprimeries ; les rares écrits qui sortaient des presses étaient produits sous les auspices d'institutions religieuses, ou étaient clandestins. Une bonne part des livres en portugais circulant au Brésil avaient en fait été imprimés en France ou aux Pays-Bas, puis introduits subrepticement au Brésil. Néanmoins existaient quelques bibliothèques particulières, appartenant principalement à des congrégations religieuses, et des cabinets de lecture, grâce auxquels les gazettes et revues pouvaient, dans les premières décennies du XIXe siècle, remplir leur rôle de diffuseurs d'idées et permettre à une élite culturelle restreinte de se tenir au fait de la production littéraire et philosophique européenne. Ainsi les idées des Lumières se répandirent-elles de plus en plus dans le pays, en particulier à travers les journaux français présents dans les cabinets de lecture. Les registres attestent que la faculté de droit d'Olinda possédait dans les années 1830 la Revue des Deux Mondes (1835-1837), le Journal de l'Institut Historique (1834-1836), le Journal des Connaissances Utiles etc. La bibliothèque de cette faculté, riche de 4 à 5 000 volumes, n'était du reste pas dédaignable. S'y ajoutait, pour ceux désireux de s'instruire, la bibliothèque des pères oratoriens, dont le fonds provenait de donations privées et de contributions du gouvernement impérial. La fondation en 1827 de la faculté de droit d'Olinda (transférée à Recife en 1854) suscita tout un commerce de livres, tandis que fut créée la bibliothèque publique de Recife, inexistante jusque-là. Cependant, à la faculté de droit, la censure se poursuivait en interne, car les ouvrages devaient préalablement être approuvés par le conseil de faculté. En plus de ces bibliothèques, méritent mention également certaines bibliothèques privées, telles que la bibliothèque du monastère de São Bento et celle des couvents de Saint-François et du Carmel.
Les premières imprimeries virent le jour à Olinda dès 1831. En 1845, certain patron d'imprimerie et de librairie offrait à la vente à Olinda plusieurs publications arrivées de France, acquises sur recommandation de l'ingénieur français fouriériste Vauthier, qui résidait à Recife depuis 1840. L'environnement empreint de culture française à Recife permit à Figueiredo de maîtriser très tôt la langue française, qu'il apprit dans le couvent des oratoriens.
O Progresso commença sa carrière sur une toile de fond de luttes intestines au sein des classes dirigeantes pernamboucaines, divisées entre conservateurs et libéraux, et eut un comportement qui la singularisa du gros des autres publications, fondées quant à elles autour de l'objectif déclaré de défendre telle faction en présence ou de servir de vecteur de diffusion de ses idées.
De façon générale, à l'époque d'O Progresso, la situation du Brésil était rétive à toute possibilité de meilleure organisation de son développement matériel et peu propice à recevoir les structures sociales prévalant dans les grands centres européens et nord-américains. En 1840, le pays ne se trouvait pas en franche prospérité ; en effet, tandis que les pays les plus développés du continent européen devaient souvent faire face à une surproduction, et que parallèlement ils jetaient à la rue un nombre grandissant de travailleurs rendus superflus par les machines, la production au Brésil, désarticulée, peinait à décoller, et était quasiment limitée à l'exportation de matières premières qui bénéficiaient surtout aux pays industrialisés. Une minorité de grands propriétaires fonciers détenait une majeure partie du Pernambouc et pratiquait une monoculture d'exportation. La longue période de décadence de la culture sucrière et du coton eut aussi pour effet de faire monter les tensions sociales et raciales.
L'absence de pratiques économiques analogues à celles mises en œuvre en Europe, la prédominance de l'agriculture de subsistance, l'héritage paralysant du mode de vie colonial, l'assujettissement des intérêts brésiliens à ceux de l'Angleterre, imposé par les traités commerciaux conclus en 1810 et 1827, le déplacement progressif du centre de gravité économique du Nordeste vers le sud, principalement par suite de la montée en puissance de l'économie caféière au détriment de la production sucrière, la dépendance du Brésil vis-à-vis des produits manufacturés étrangers, avaient légué au Brésil un cadre profondément délétère et, dans le même temps, conflictuel.

#### Déclaration de principe
O Progresso se voulait une revue à la hauteur des temps nouveaux. Dès l'orée du premier numéro, dans l'Exposição de princípios (« Déclaration de principe »), l'on pouvait mesurer combien les initiateurs de la nouvelle revue étaient à l'unisson de l'atmosphère culturelle de l'époque. Était mise en évidence, en particulier, le principe de la libre pensée, laquelle, dans la conscience européenne, impliquait l'indépendance obtenue par la philosophie vis-à-vis de la théologie et de l'autorité de l'Église. Le fondement de la raison ne saurait être que la raison elle-même, raison s'explicitant et se justifiant par elle-même, sans ingérence extérieure. Mieux, ce principe fut érigé comme principe directeur de l'équipe de rédacteurs de la revue, qui s'estimait privilégiée de pouvoir s'appuyer sur « une rédaction parfaitement unie d'intention et de projet » (en portugais redação perfeitamente uma de intenções e desenhos, avec soulignement de uma), ce qui donnerait aux membres de l'équipe la possibilité de « présenter constamment, tant dans le développement de leur pensée propre que dans l'exposition des idées d'autrui, les mêmes doctrines et les mêmes principes généraux appliqués aux faits de différents ordres ».
Le deuxième article de foi de la nouvelle culture était la croyance dans le progrès. Le titre de la revue n'avait pas été choisi fortuitement : il recouvrait tout un programme. L'on croyait alors que le salut de l'Homme se trouvait dans le progrès des sciences ; or la science, si elle impliquait incontestablement que l'on s'en tînt aux faits, supposait également les synthèses lumineuses. La revue devait être le vecteur d'une culture rénovatrice, ou plutôt un écho apte à réveiller les consciences endormies, y compris dans les académies, qui vivaient « dans une paresseuse béatitude ». La philosophie nouvelle, en opposition à ce qui ailleurs se nommait philosophie et qui se perdait en discussions stériles, se déploierait en fonction du bonheur des peuples.
En politique, deux principes formaient en ce temps-là un ensemble indivisible : la liberté et l’ordre, les deux piliers sur lesquels serait, voulait-on croire, à construire l'ordre social parfait. Il ne s'agissait pas en l'espèce d'une foi religieuse aveugle ; déjà, en effet, les faits démontraient que le temps des guerres serait quelque jour révolu, que le progrès scientifique est un progrès pacifique. Un optimisme juvénile animait les fondateurs d’O Progresso : « c'est cette politique radieuse de progrès pacifique que nous voulons instaurer chez nous [au Brésil] et qui sera la maxime sur notre bannière ». Il convenait d'autre part de se déterminer quant au mode de gouvernement ; cependant, cela était aux yeux du groupe d’O Progresso une question de peu d'importance ; pour eux en effet, la forme de gouvernement, au sens le plus riche et d'intérêt immédiat, était « l'organisation sociale », la politique se confondant avec la science de cette organisation. Néanmoins, pour ne pas se faire taxer de pusillanimité, le groupe adhéra à l'idée de l'opportunité du régime monarchique tel qu'il était alors en place au Brésil.
Enfin, le progrès réellement humain se réalise dans l'épanouissement des arts. La revue appela à ce que chacun pût bénéficier des lumières et inspirations venues d'Europe et à ce que, dans le même temps, un large espace fût concédé à la créativité et à l'indépendance. Elle se proposait d'être l'organe culturel qui montrerait aux Brésiliens la pulsation de que l'on appelait alors, avec un certain pincement au cœur, la civilisation. La revue ne devait pas en revanche servir d'instrument aux disputes mesquines, mais indiquer qu'au-delà de l'Atlantique se concevait déjà « une manière transcendante » de considérer l'Histoire dans ses grandes lignes évolutives. La grande inspiratrice de ces idées était l'Europe, et l'on perçoit entre les lignes, si ce n'est dans les lignes elles-mêmes, une sorte de complexe d'infériorité. Le cheminement préconisé pour le Brésil était celui qu'avaient déjà réussi à accomplir la France, l'Angleterre, l'Allemagne, l'Autriche et l'Italie.
Ce dessein des fondateurs se reflétera dans la structuration de la revue, dont les rubriques s'énoncent comme suit :
« Éditoriaux, articles signés par des initiales, dont la matière est ainsi subdivisée : Revue scientifique, Revue littéraire, Revue politique (extérieure et intérieure), Divers (Variedades), Poésies et autres travaux ; se centrant plus particulièrement sur des sujets tels que : le commerce international, la colonisation du Brésil, la grande propriété terrienne, la liberté de la presse, les modes de gouvernement, etc., en plus de traductions comme la loi agraire, le communisme en Allemagne, le socialisme en Suisse et la doctrine de Saint-Simon ».

#### Apport de Figueiredo
Figueiredo fut le rédacteur en chef de la revue, ainsi qu'en atteste la présence de sa signature à la fin de chaque numéro. Cela posé, il apparaît malaisé pour le reste de déterminer avec exactitude quels articles sont réellement du cru de Figueiredo. Les articles parus dans la revue sont tous marqués d'une ou de deux lettres ; ce sont : les lettres L. et, par la suite, L. L., identifiées comme désignant Louis Léger Vauthier ; les lettres S. A., attribuées à José Soares de Azevedo ; M. M., initiales du nom d'Antônio Peregrino Maciel Monteiro ; H., représentant sans doute le prénom d'Henri Auguste Milet, et indiquant sa paternité d'au moins 5 articles de la revue, au titre général de Interesses provinciais ; et encore une série d'autres lettres.
Des passages identiques dans, d'une part, une édition d’A Carteira, explicitement signée du pseudonyme utilisé par Figueiredo, et dans, d'autre part, un article d'O Progresso signé de la lettre O portent à penser que cette lettre signait les travaux écrits par Figueiredo lui-même. Sous cette signature, nous trouvons trois articles traitant explicitement de questions philosophiques et portant les titres de Certeza humana et de Processos lógicos (et figurant aux pages 166-169, 243-245 et 325-326 de l'édition de 1950), en plus des articles suivants : Reformadores modernos (Johann Ronge), p. 553- 557, Ascanio, d'Alexandre Dumas, p. 645-647, O Livro do Povo de Lamennais, p. 647-653, Variedade (repris dans l'indice sous le titre Nascimento do Progresso), p. 397-401. Ce dernier article, qui retrace la genèse de la revue O Progresso, et que Figueiredo lui-même annonça par une note du 25 mai 1846 parue dans le Diario de Pernambuco, tend à conforter le point de vue que les articles signés par la lettre O sont réellement l'œuvre de Figueiredo. Est enfin, très vraisemblablement, également de la main de Figueiredo le texte intitulé As reformas.
Plusieurs de ces articles seront repris, tout ou partie, dans le feuilleton A Carteira une dizaine d'années plus tard, ce qui nous fournit un autre élément confirmant la paternité de Figueiredo pour certains textes. L'un d'eux est Certeza humana, article dans le corps duquel l'on trouve nettement tracé le profil intellectuel d'un homme qui, bien qu'il eût adopté une attitude critique envers Victor Cousin, se déclarait, dans l'article concerné, redevable à celui-ci des lignes maîtresses de sa pensée. Or, cet article, qui occupe les p. 175-180, est signé d'une simple lettre A ; et c'est aussi par un simple A suivi de points de suspension que sont marqués trois autres articles encore, indiqués, dans l'indice, sous l'intitulé de Ciências Sociais e Políticas, à savoir : Reforma do Sistema Penitenciário (se subdivisant en trois articles distincts), Atividade Humana, et Comércio Internacional. Ces articles sont signés chaque fois par la lettre A suivie de 6 ou 9 points ou de 3 astérisques, suivant l'article et selon qu'on la trouve au bas de l'article ou dans le sommaire. Par cette même lettre A enfin sont signés deux recensions de livres publiés dans le Pernambouc. Notons par ailleurs que Figueiredo, en sa qualité de rédacteur en chef, signait chaque numéro de la revue dans son ensemble et endossait donc le contenu de chacun des articles publiés.
Le riche matériel publié dans O Progresso et attribuable à Figueiredo peut, du point de vue de l'analyse de la pensée de celui-ci, se décomposer de la façon suivante :
- les textes philosophiques explicites, traitant du problème de la connaissance humaine ;
- les textes de nature éminemment sociale, économique et politique, desquels peut se distiller une certaine conception de la réalité sociale et de l'histoire, et dans lesquels toutefois s'incarnent aussi des principes philosophiques, qu'il importera de définir[51].

#### Essais philosophiques
Deux articles d'O progresso rédigés par Figueiredo abordent des thèmes explicitement philosophiques, en l'espèce la gnoséologie et la question épistémologique ; ce sont les textes intitulés Certeza humana et Processos lógicos.

##### Certeza humana
Dans le premier, Certeza humana (litt. Certitude humaine), se révèle le Figueiredo traducteur du Cours d'histoire de la philosophie de Victor Cousin. Y est exposée la thèse cousinienne, d'après laquelle à chaque moment de l'histoire humaine sont simultanément en présence le sensualisme, l'idéalisme, le scepticisme et le mysticisme, quoique selon des modalités différentes, en fonction des caractéristiques respectives de chaque époque. Finalement, au XVIIe siècle, émergent les racines de la philosophie du XVIIIe siècle, laquelle est la philosophie reine, car c'est en elle que la raison finit par s'imposer comme la seule source de vérité, et comme le fondement d'elle-même.
Un passage clef chez Cousin est, à cet égard, le suivant : 

« … le fait instantané, mais réel, de l'aperception spontanée de la vérité, aperception qui, ne se réfléchissant point immédiatement elle-même, passe inaperçue dans les profondeurs de la conscience, y est la base véritable de ce qui, plus tard, sous une forme logique et entre les mains de la réflexion, devient une conception nécessaire. Toute subjectivité avec toute réflexivité expire dans la spontanéité de l'aperception. »

Le caractère absolu et la dimension de nécessité de la connaissance s'obtiennent moyennant la renonciation à toute subjectivité, entendue comme réflexion et surtout comme liberté :

« La raison devient bien subjective par son rapport au moi volontaire et libre, siège et type de toute subjectivité ; mais en elle-même elle est impersonnelle ; elle n'appartient pas plus à tel moi qu'à tel autre moi dans l'humanité ; elle n'appartient pas même à l'humanité, et ses lois, pas conséquent, ne relèvent que d'elles-mêmes. Que les deux termes du fait de l'aperception pure, termes immédiats et intimes l'une à l'autre, sont la raison et la vérité, placées évidemment hors du moi et hors du non-moi, qui peuvent bien concevoir ou contenir l'absolu, mais sans le constituer. »

L'œuvre de Cousin est la toile de fond sur laquelle l'article Certeza humana est construit, ce qui ne sous-entend toutefois pas que Figueiredo n'aurait fait que copier ou suivre servilement le philosophe français ; au contraire, si cette toile de fond lui sert de point de référence, c'est presque toujours pour diverger de la solution proposée par Cousin.
L'article de Figueiredo est divisé en trois parties : dans la première, qui ne comporte guère autre chose que des considérations préliminaires, l'auteur affirme que, en dépit de 4000 ans de discussion, les Hommes ne sont parvenus à rien de conclusif concernant cette question primordiale : « l'Homme pourra-t-il jamais parvenir à la vérité ? » Pourtant, le problème se serait résolu, affirme Figueiredo, si l'on disposait d'un langage unique, non ambigu, comme c'est le cas en mathématiques. D'emblée donc, le traducteur de Cousin marque son désaccord avec le maître, ce dont il ressort que Figueiredo, dans la période où paraissait O Progresso, avait déjà conquis une position d'entière indépendance envers ceux (savoir : Cousin et Théodore Jouffroy) qui faisaient figure de chefs de file de l'éclectisme en France.
Figueiredo attaque frontalement la solution donnée par Cousin au problème de la vérité. Certes, il expose fidèlement la pensée cousinienne, que du reste il connaissait fort bien. Dans sa critique, il montre que cette solution est une arme à double tranchant, car, à l'instar de Cousin qui, pour investir la raison de ses propriétés de valeur absolue et de nécessité, lui dénie la subjectivité, quiconque pourrait procéder de même avec la donnée sensible, et obtenir ainsi l'impersonnalité des données de la réflexion (qui pour Cousin sont essentiellement personnelles). Figueiredo, qui s'avise au bout du compte que Cousin optait pour un type de pensée inclinant vers l'idéalisme, s'efforce quant à lui de sauver la personnalité du moi, par opposition au non-moi qu'implique la doctrine sur les deux moments de l'exercice de la pensée : le moment de la spontanéité et celui de la réflexion.
Figueiredo récuse la distinction entre connaissance subjective et connaissance absolue. La vérité pour un Homme sera toujours une vérité humaine, et en conséquence, c'est un contresens que de parler, relativement à l'Homme, de vérité absolue. Il est oiseux de se demander si les idées correspondent à une réalité, à un monde extérieur à nous, attendu que cette idée même de la réalité est elle aussi un produit humain.
Nous sommes certains de notre existence autant que de l'existence du monde qui nous entoure. La position de Descartes est insoutenable selon Figueiredo. En définitive, la question de la connaissance humaine ne peut se poser que de façon réaliste, si l'on prend en considération les données irréductibles de la connaissance, à savoir : le sujet, avec l'organisation intellectuelle qui lui est propre ; et les objets qui sont en relation avec notre intelligence. La connaissance humaine est à la fois subjective et objective — évidence à laquelle on ne pourra pas se soustraire. Ce qu'il importe le plus à Figueiredo est de démontrer que toute pensée ne peut, en connaissance, se concevoir qu'en tant que relation de telle chose avec telle autre. Se placer à l'un de ces deux pôles : sujet ou objet, c'est privilégier l'un d'eux aux dépens de l'autre, et il ne s'agit plus alors de raisonner sur des données, mais se livrer à un jeu de paroles, à la logomachie. L'esprit humain n'est capable que de percevoir des relations.
La dépersonnalisation ou désubjectivisation des lois de la raison telle que postulée par Cousin, si elle pouvait prêter à de graves accusations, y compris celle de panthéisme logique, était d'autre part une pensée rigoureuse, visant à l'objectivité et concomitamment à l'universalité et nécessité des vérités fondamentales. À l'inverse, Figueiredo, en humanisant la vérité, était conduit nécessairement à la relativiser. Il s'exposait ainsi à l'accusation de scepticisme.

##### Processos lógicos
Le second article de Figueiredo à teneur purement philosophique paru dans O Progresso s'intitule Processos lógicos et s'étend sur les pages 83 à 92 de l'édition de 1950. L'auteur le présente comme faisant partie d'une trilogie d'articles, dont le premier, longuement évoqué ci-haut, est Certeza humana, et dont le troisième ne vit jamais le jour.
Dès la déclaration de principe (Exposição de princípios), par quoi s'ouvrait solennellement la revue, la foi est proclamée dans le génie de l'Homme chargé de la mission de découvrir l'unité de l'univers, ainsi que l'idée que l'Homme « accomplira d'autant plus facilement » cette mission qu'il « aura étudié la nature et appliqué avec plus d'indépendance d'esprit à ces matières les processus logiques » et les « méthodes d'investigation et d'examen, qui depuis Bacon ont permis aux sciences de faire de si rapides progrès ». Nous rencontrons ici une attitude similaire à celle des philosophes portugais Luís António Verney, dans O verdadeiro método de estudar de 1746, et de Silvestre Pinheiro Ferreira, dans Preleções Filosóficas de 1813 : tâcher de concilier les conquêtes de la science moderne avec le patrimoine traditionnel.
Dans son article, Figueiredo distingue entre : a) « l'étude des moyens que l'Homme a à sa disposition pour parvenir à la vérité » (soit, comme nous l'indique le contexte, les processus logiques) ; et b) « les usages que celui-ci doit faire desdits moyens, ou la question de la méthode ». Ce dernier point devait être l'objet de l'article qui ne vit pas le jour.
Processos lógicos peut apparaître décevant. Figueiredo, abandonnant sa hardiesse du premier article, se cantonne à donner un résumé de ce que l'on pourrait trouver dans n'importe quel traité traditionnel de logique aristotélicienne. Après avoir discouru sur Bacon et les progrès de la science moderne, il dit n'attacher aucune valeur à la méthode inductive. Peut-être Figueiredo se réservait-il pour le troisième article, destiné à aborder la question de la méthode. Cependant, force est de constater que nous ne trouvons rien à ce propos, ni dans O Progresso, ni dans le reste des écrits de Figueiredo.

#### Essais socio-économiques et politiques
Sous cet intitulé seront regroupés, comme déjà indiqué ci-dessus, les articles suivants : Reformadores modernos (Johann Ronge), Ascânio et O Livro do Povo (le Livre du peuple), Variedade (ou Nascimento do Progresso), tous signés de la lettre O ; ensuite les articles Atividade Humana, Comércio Internacional, les recensions des livres d'Autran et d'Abreu e Lima, ainsi que trois articles sur la Reforma Penitenciária, signés de la lettre A ; puis encore Colonização do Brasil, soussigné H. Il existe de bonnes raisons d'attribuer à Figueiredo également l'article As reformas, dépourvu de toute signature. L'on aura garde d'oublier que les articles signés RR, en particulier l'Exposição de Princípios, apparaissent d'inspiration figueirense. C'est aussi à Figueiredo qu'il faut sans doute imputer le choix des traductions publiées dans O Progresso, telles que par exemple l'extrait Anarquia Social de Constantin Pecqueur.
C'est donc là un matériau assez abondant, où s'entremêlent des idées des éclectiques français, au premier chef Cousin et Jouffroy, des idées libérales et de réformistes socialistes de la phase dite utopique ou spiritualiste. Il est à observer que la série de textes sur la Reforma Penitenciária sont demeurés inachevés, par suite de la cessation de la revue en 1848 ; à la fin du troisième article de la série, Figueiredo écrivait : « Dans un prochain article, nous enquêterons sur les principales causes de la criminalité, puis nous nous pencherons plus avant sur ces mesures préventives, et sur celles destinées à moraliser ou régénérer les délinquants... ». Cet article promis cependant ne paraîtra pas dans les numéros d'O Progresso de l'année 1848.
Parallèlement, Figueiredo s'engagea dans une polémique avec le professeur d'économie Pedro Pedro Autran da Mata, qui avait fait paraître, dans l'édition du 31 mai 1852 du journal A União, un ample article dans lequel il se défendait de la tare d'être « socialista », ainsi que l'en avait accusé le député Morais Sarmento, et où il réduisit le socialisme à « la mise en commun des biens et des femmes ». En réaction, Figueiredo le mit au défi, par la voix du Diario de Pernambuco, d'indiquer qui donc parmi les socialistes prêchait une « si monstrueuse doctrine ». Plus tard, dans les colonnes d'A lmprensa, Figueiredo s’emploiera à réfuter cette allégation, en faisant de longues démonstrations sur les fondements de la nouvelle idéologie. Il ne fut pas possible toutefois de convaincre le professeur Autran, qui s'obstina dans son point de vue.

### A Carteira

#### Historique
Du 24 septembre 1855 au 22 août 1859, le quotidien récifien Diario de Pernambuco publia, en règle générale tous les lundis, le feuilleton A Carteira, rédigé par Figueiredo et signé du pseudonyme Abdalah-el-Kratif. Le 29 août 1859, le feuilleton annonça la mort de son fondateur et fit son éloge funèbre. Figueiredo fut remplacé dans sa fonction de feuilletonniste par celui qui avait déjà été son collaborateur et qui l'avait déjà suppléé pendant les huit mois précédents, le Dr Antônio Rangel Torres Bandeira. Cependant, tous les articles parus sous la signature d'Abdalah-el-Kratif sont de la main de Figueiredo.
Une lecture attentive des articles d’A Carteira révèle une contradiction étrange. Dans l'édition du 15 novembre 1858 apparaît un commentaire sur le Trouvère de Verdi, comportant des réserves à l'égard du renom du compositeur, lequel ne pourrait soutenir la comparaison avec les grands compositeurs, en plus d'autres réticences concernant son style et son originalité. Pourtant, dans l'édition du 6 décembre 1858, c'est un ton tout différent que l'on découvre maintenant dans un autre commentaire sur le même Verdi, où celui-ci est à présent placé, comme créateur romantique, sur un pied d'égalité avec Victor Hugo, dans le domaine de la musique (« art sublimissime de la musique »). Cette discordance incite à situer entre le 15 et le 29 novembre 1858 — ou, avec une plus grande certitude encore, entre le 15 novembre et le 6 décembre — le moment de la passation, de Figueiredo à son ami Torres Bandeira, de la charge de rédiger A Carteira. Corollairement, on peut savoir avec certitude quels articles d’A Carteira sont du cru de Figueiredo, à savoir : ceux publiés depuis la date de fondation du feuilleton jusqu'au 15 novembre 1858.

#### Motifs et objet
Dans son premier numéro, le feuilleton prit soin de se définir et d'exposer ses motifs, qui étaient ainsi libellés : « Critiquer en construisant. Laisser libre cours à la fantaisie » (Criticar, construindo. Deixar a fantasia correr). Dans l'édition du 1er décembre 1856, on trouve une définition de ce qu'un feuilleton est censé être ; ce n'est pas un roman se préoccupant des petites intrigues du passé, et n'a pas la prétention de tirer à partir de là des lois ; ce n'est pas non plus de l'histoire, qui se préoccupe également du passé, mais en s'appliquant à en extraire les lois de l'évolution. Figueiredo précise : 

« D'un point de vue strict, le feuilleton ne se soucie ni du passé ni du futur. Le présent est quasiment l'unique source de ses inspirations, et la critique est la forme dont il revêt les événements du moment, grands ou petits, humbles ou élevés, graves ou comiques […] »

Il convient de caractériser plus avant le genre littéraire du feuilleton tel que l'entendaient les auteurs d'A Carteira. Il s'agit d'un genre littéraire pleinement engagé dans la réalité historique, et partant, son contenu est le plus large possible, car il peut, voire doit, englober tout l'éventail des intérêts réels des lecteurs, des plus sérieux aux plus futiles. Lorsque donc il décide de traiter tel événement, il s'engage à le soumettre à un examen critique. Le feuilletonniste se saisit de l'occasion pour exprimer sa façon de percevoir la réalité. Il a la possibilité d'entraîner le lecteur à étudier, à méditer, à pénétrer au cœur des idéalités sublimes, à jeter un regard en profondeur dans le monde réel pour atteindre ce que celui-ci comporte de mystérieux. Le feuilleton est en quelque sorte une façon populaire de philosopher ; à ce titre, sa forme ne saurait être ardue et pesante, mais doit au contraire être légère et plaisante. Pour autant, le feuilleton ne doit rien perdre de son pouvoir de pénétration, qui dépendra du talent de celui qui le compose. Il peut paraître un genre facile, mais il n'en est rien ; Figuiredo et son comparse Torres Bandeira s'accordaient sur ce point. Très peu nombreux sont au demeurant les articles n'ayant d'autre propos que d'apporter un divertissement littéraire.
Le nombre d'articles signés par Figueiredo, sous le pseudonyme d'Abdalah-el-Kratif, s'élève à 160. Dans les premières années, l'auteur ne se souciait pas de doter d'un titre spécial chaque feuilleton. Ce n'est qu'à partir de 1857 qu'il s'appliqua à résumer, en peu de mots, le contenu de presque chacun de ses articles.

#### Contenu
Le contenu du feuilleton reflète les préoccupations de l'auteur, qui ne voulait pas se cantonner dans des spéculations abstraites, — fort utiles sans doute à l'humanité —, et entendait ne pas se dispenser de l'apport de ceux qui philosophent au jour le jour, aux côtés et au milieu du peuple. Le contenu d'A Carteira peut se subdiviser en un certain nombre de rubriques :
- réflexions autour d'événements d'actualité : inaugurations, commémorations locales, nationales ou internationales ; événements relevant du carnet mondain : bals, banquets, promenades ; faits traumatisant la communauté, tels que l'épidémie de peste du deuxième semestre de 1855 et du premier semestre de 1856 ; grandes cérémonies religieuses et populaires.
- réflexions autour de faits relevant de la situation sociale, politique ou économique classique, comme la guerre de Crimée, le paupérisme, la mendicité, la colonisation étrangère du Brésil, l'esclavage, la grande propriété foncière, la concurrence effrénée et déloyale, le protectionnisme douanier, l'industrialisme, la spéculation financière, les élections truquées, les abus de pouvoir et les irresponsabilités politiques.
- réflexions autour du progrès scientifique et technique : télégraphie, chemin de fer, élevage des vers à soie, des chameaux, des chevaux de race.
- réflexions à l'occasion de la présentation et de la critique littéraire d'œuvres d'auteurs nationaux (en nette minorité) ou d'auteurs étrangers (très majoritaires, et quasiment tous français, ou francophones).
- réflexions à l'occasion de représentations artistiques dans les théâtres de Recife : pièces de théâtre, soirées de poésie et opéras. Ne font pas défaut, et trouvent aussi leur place dans cette rubrique, les études historiques sur l'art en général, dans ses grandes manifestations chez les Grecs, au Moyen Âge et à la Renaissance.
- critiques, toujours éclairées, faites par Figueiredo sur la situation de l'Empire, de la province du Pernambouc et de sa capitale Recife.

Son feuilleton n'était du reste pas le seul outil dont il disposait à cette fin ; en 1852, le Diario de Pernambuco avait lancé une chronique intitulée Retrospecto Semanal, paraissant elle aussi les lundis, et dont, selon Luiz do Nascimento, le rédacteur était depuis le début Figueiredo. Dans cette chronique, de la même façon que dans A Carteira, Figueiredo ne fera jamais figure de chroniqueur indolent et non engagé ; il régnait en effet dans la première moitié du XIXe siècle un climat intellectuel qui tendait à faire de l'Histoire, de la destinée de l'Homme et de la civilisation le sujet central de la philosophie. Par exemple, dans le feuilleton du 1er septembre 1856, Figueiredo commença une série de réflexions sur la ville, sur ce qu'elle devrait être etc., poursuivit son analyse dans les numéros du 9 et du 22 septembre 1856, et finalement, au bout d'un an, entreprit de faire découvrir Recife à ses habitants et le Pernambouc aux Brésiliens. Y étaient abordés des problèmes concrets, tels que : la circulation en ville ; le manque de menue monnaie pour le commerce ; la pénurie d'aliments ; le prix élevé des médicaments, dû à la « « liberté sacrée » de l'industrie ; et le grave problème de la sécheresse. Toutefois, la critique de Figueiredo ne sera pas uniquement négative, et en janvier 1858 par exemple, il louera l'ordre aux festivités de la Saint-Jean, en attribuant leur bon déroulement au progrès de la civilisation, et en espérant que dans le futur disparaîtront pour de bon quelques désordres encore existants. Il fera aussi l'éloge du carnaval de Recife, et le comparera à ceux d'Europe.
Les feuilletons se présentaient souvent comme une mosaïque de réflexions disparates faites à la suite d'événements divers, tirés du panorama de la vie concrète au sens large, et parmi lesquels le feuilleton choisissait d'en évoquer deux, trois, ou davantage encore. L'unité du feuilleton toutefois était assurée par le dessein de l'auteur et par l'esprit particulier avec lequel il commentait ses coups de projecteur sur l'actualité. Aussi est-ce le terme de réflexions qui apparaît le mieux apte à qualifier les contributions de Figueiredo à A Carteira. Ne se souciant pas en effet d'être original, dans le sens de créer des textes ex novo — du moins pas dans A Carteira —, Figueiredo se laissait aller à méditer à partir des écrivains qu'il presentait, des recensions qu'il faisait, des événements qu'il racontait et commentait.
Souvent, sa méthode de travail consistait dans un premier temps à citer une œuvre, un article ou un auteur, soit textuellement, soit en termes plus génériques, ou à résumer telle matière, en la transcrivant littéralement ou librement. Un exemple typique de cette façon de procéder est la livraison d'A Carteira du 30 juin 1857, doté par Figueiredo lui-même du sous-titre : Educação – Fragmento de um poema inédito e original (soit : Éducation — Fragment d'un poème inédit et original). L'article débute ainsi : « En des temps où l'on parle tant de développement matériel, que d'ailleurs nous tenons pour aussi juste que tout autre, il ne sera pas mal à propos que nous disions de fois à autre quelques mots sur le développement moral ». À la suite de ces paroles, se référant à un « « écrivain contemporain », sans autre indication bibliographique, Figueiredo présente au lecteur le célèbre ouvrage de l'évêque français Félix Dupanloup consacré à l'éducation. L'article n'est autre qu'un résumé du premier tome du livre De l'éducation, à telle enseigne qu'on peut en retracer presque chaque phrase dans l'ouvrage même de Dupanloup, phrases que Figueiredo était vraisemblablement allé puiser, non directement dans le livre lui-même, mais dans quelque recension, comme le suggère le fait d'une part qu'il ne cite jamais le livre (contrairement à son habitude) et d'autre part que Figueiredo était notoirement un lecteur assidu de revues françaises, parmi lesquelles la Revue des Deux Mondes, qui était une compilation de renseignements bibliographiques, non sans, parfois, des articles fouillés.
Figueiredo subit l'influence indéniable d'auteurs français tels que Lamartine, Lamennais, Lacordaire, Chateaubriand, Michelet, en plus d'autres qu'il citait, ou dont il analysa les œuvres, comme Victor Hugo, Edgar Quinet, Gustave Planche, et Louis Ratisbonne. Cette influence française se manifeste y compris dans ses critiques musicales. La critique faite par Paul Scudo sur le Trouvère de Verdi, et celle faite par Figueiredo le 15 novembre 1858, quoiqu'un peu atténuée, se recoupent largement, et il y a même quelques passages traduits littéralement.
La matière contenue dans A Carteira, qu'il s'agisse de textes traduits, remaniés ou résumés, suffit à reconstituer la pensée de Figueiredo à cette époque. Il appert que l'auteur continua, dans ces dernières années de sa vie, à exprimer les idéaux et aspirations de sa jeunesse culturelle. En particulier continua-t-il à croire profondément au progrès — progrès non seulement matériel et technique, dont du reste il entrevoyait déjà les périls, mais avant tout le progrès humain, qui obéit à un plan providentiel et que l'humanité réalisera, lors même que les vicissitudes de l'histoire semblaient professer le contraire. Figueiredo avait foi dans, et chérissait profondément, le Brésil, le Pernambouc, et son Recife bien-aimé, à la vie intellectuelle duquel il eut une part intense. Il était persuadé que sa terre natale avait une vocation historique à remplir, et s'érige alors en oracle de cette vocation, se chargeant de réveiller la conscience civique et politique de ses concitoyens. Dans ses chroniques, il ne cède jamais à l'amertume ou au défaitisme, mais se montre désintéressé et désireux d'aider à surmonter les situations néfastes qui se présentaient.

## Pensée
S'il y a certes des constantes dans la pensée de Figueiredo, il semble justifié, à la lecture de ses écrits et à l'examen de ses activités, de subdiviser sa trajectoire intellectuelle en différentes périodes. Il y eut d'abord un Figueiredo enthousiasmé par la nouvelle philosophie de la première moitié du XIXe siècle, et qui s'applique, avec ardeur et au prix de sacrifices financiers, à traduire l'œuvre de Victor Cousin. Il y a ensuite un Figueiredo qui tend à prendre ses distances d'avec l'éclectisme cousinien et qui, imprégné de la nouvelle mentalité et des acquis de la Révolution française, se plonge avant tout dans une réflexion sur l'histoire, en particulier sur l'histoire de son propre pays. Mais c'était là une adhésion critique, sous bénéfice d'inventaire, avec droit de recenser les valeurs mais aussi les impasses de l'idéal révolutionnaire de 1789. De cette période datent O Progresso et la polémique avec le Dr Pedro Autran à propos du socialisme. Enfin, il y eut le Figueiredo d'A Carteira, où Cousin apparaît désormais comme quelque chose de totalement dépassé dans sa vie, et où affleurent de manière assez claire ce que Tiago Adão Lara veut identifier comme les « racines chrétiennes » de sa pensée.

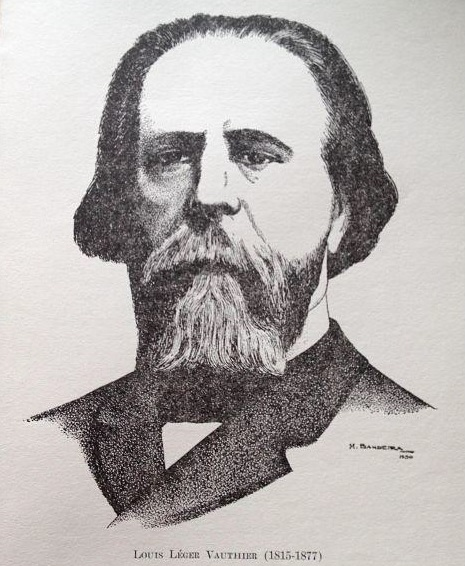
Louis Léger Vauthier, ingénieur français, fouriériste, attiré à Recife pour moderniser la ville, eut une grande influence sur l'intelligentsia du Pernambouc.

De la première période, nous disposons, — outre de la traduction de ce que Figueiredo appela les leçons ou le cours de philosophie de Victor Cousin, et dont nous savons qu'il s'agit d'une traduction de Introduction à l'histoire de la philosophie et de Cours d'histoire de la philosophie —, des articles dans lesquels l'œuvre de Cousin est présentée et célébrée, et où sa ferveur pour les idées du philosophe français est palpable. Cependant, dans l'intervalle de temps qui va de 1843 à 1846, quelque fait dut se produire, car Figueiredo s'enhardit bientôt à critiquer celui qui était alors considéré comme le « divin Platon ». Cette prise de distance a été expliquée par certains par la venue dans le Pernambouc, sous le gouvernement du comte de Boa Vista, d'individus d'origine française, à qui le climat de révision culturelle serait imputable. L'auteur Amaro Quintas notamment, dans son ouvrage O Sentido sociaI da revolução praieira, souligne à plusieurs reprises l'influence de l'un de ces expatriés français, l'ingénieur Louis Léger Vauthier, sur les hommes de Recife, influence pour grande partie à l'origine du climat intellectuel qu'il appela « quarante-huitard » :

« L'action exercée par l'ingénieur Louis Vauthier, pris sous contrat par le baron de Boa Vista en vue de la réalisation de divers travaux publics, fut d'une ampleur considérable dans l'atmosphère intellectuelle, en ce sens que s'installa ainsi une mentalité quarante-huitarde. Socialiste presque scientifique – la classification est de Gilberto Freyre – il entreprit de propager des revues et des livres des grands théoriciens du socialisme en vogue à l'époque. Les idées de la construction de phalanstères et de Nouvelles Icaries étaient familières à nos écrivains qui, dans la province éloignée, étaient bien informés de tout ce qui se passait dans le monde dans le domaine des réformes sociales. La liste est longue des abonnements à des périodiques et revues de tendance saint-simonienne et fouriériste, souscrits par des Pernamboucains en vue, grâce à l'intervention de Vauthier. Et l'un de ses meilleurs amis allait être un des plus authentiques représentants de l'esprit de 48 au milieu du siècle passé, ici dans cette province : Antônio Pedro de Figueiredo, le Cousin Fusco. »

Entre 1848, année où, après deux ans d'existence, cessa de paraître O Progresso, et 1852, on a aucun écrit dont on puisse dire avec certitude qu'il est l'œuvre de Figueiredo, abstraction faite de Noções abreviadas de filologia, ouvrage consacré à la langue portugaise et publié en 1851. Cette césure se clôt avec deux importants articles sur le socialisme, rédigés dans le cadre d'une polémique avec Pedro Autran. Malgré les quatre ans qui séparent ces articles et les textes d'O Progresso, il semble qu'on puisse néanmoins les ranger aussi dans la deuxième période ; s'y trouve exprimée le souci de Figueiredo de concilier les conquêtes modernes de la pensée avec la tradition chrétienne, celle authentique des Évangiles et des Pères de l'Église.
Ensuite, nouveau silence de plus ou moins quatre ans, avant d'arriver à la troisième période, qu'inaugure la fondation du feuilleton A Carteira, et où Figueiredo, tout en renonçant aux spéculations abstraites, continuera d'être le même auteur féru de culture nouvelle et attaché à la diffuser, sans abdiquer pourtant son esprit critique face aux défauts de celle-ci, et préoccupé de l'enraciner dans l'antique terreau de l'histoire chrétienne. De libre penseur, Figueiredo s'était fait chrétien, fidèle à la tradition de près de deux millénaires d'histoire de l'Occident, encore qu'ouvert aux nouvelles perspectives qu'offraient alors la philosophie moderne, les sciences et les techniques. Certains commentateurs, comme Lara, estiment qu'il n'y a pas lieu de postuler une réconciliation avec une foi chrétienne antérieure, désavouée temporairement ; rien en effet dans les première et deuxième périodes ne permet de considérer Figueiredo comme un écrivain profane ou athée, ayant abjuré le patrimoine chrétien, de même que rien dans la troisième période ne vient corroborer l'idée d'une rétractation ultérieure et d'un retour, à un certain moment, vers quelque chose que Figueiredo aurait délaissé. Il ne paraît pas y avoir eu de rupture abrupte, tout semblant se réduire à un déplacement de centre de gravité.

### Phasecousinienne
Victor Cousin fut pour ses adeptes brésiliens celui qui apporta la sûreté dans la pensée, qui leur rendit la foi dans la raison humaine, et qui renoua avec la tradition métaphysique de l'Occident, que les courants d'idées en vogue au XVIIIe siècle (qui dans le fond remontaient à Locke) avaient dédaignée et abandonnée. L'éclectisme de Cousin et des philosophes modernes consistait à mettre de côté les « ruineux principes » alors à la mode et à puiser dans les meilleures œuvres ce qu'ils jugeaient le meilleur, pour tenter ainsi de sortir de l'impasse à laquelle avaient abouti « l'optimisme guindé et le matérialisme rigide ».
Dans sa présentation de l'ouvrage qu'il venait de traduire, Figueiredo s'attacha à souligner le mérite qu'eut le courant éclectique d'avoir abordé et résolu la question centrale, — affrontée d'abord par Aristote et depuis réexaminée par la presque totalité des philosophes jusqu'à Descartes et Kant –, qui est celle de savoir, selon les termes mêmes de Figueiredo, « quels sont les éléments constitutifs composant la pensée ». Figueiredo salue la solution apportée par Cousin comme « la plus simple et la plus irréductible », et amène le lecteur à admettre les concepts tant débattus de cause et de substance, d'importance fondamentale dans toute la métaphysique classique, mais abandonnés, à partir de Locke et de Hume, comme étant par trop vaporeux et douteux.
Cette brève présentation de l'ouvrage de Cousin est un des textes de Figueiredo où s'exprime une tendance à la laïcisation complète de la pensée, au point de substituer la philosophie à la religion. Cependant, dans aucun autre écrit Figueiredo ne reviendra à des affirmations aussi radicales, ni même à des affirmations penchant vers ce même esprit. Figueiredo au contraire fera toujours bon accueil aux mystères chrétiens, jusqu'à exalter, dans A Carteira du 22 juin 1857, la foi ancrée dans le surnaturel, en opposition à l'arrogance de la raison, laquelle veut tout mesurer à l'aune de ses étroits critères.
Dans la présentation du livre par lui traduit, Figueiredo ne manque de signaler que Cousin « développa complètement et illustra les preuves a priori et a posteriori de l'existence de Dieu telles que données par Descartes », et souligne également que Cousin avait créé « une nouvelle théorie de la liberté, plus précise et plus lumineuse », propre à administrer le coup de grâce à l'utilitarisme lockien. Selon Figueiredo, en 1843, la pensée de Cousin pourrait bien faire office d'antidote contre les conséquences tant redoutées des théories de Locke et fournir les fondements d'une méditation sur l'Homme reconnu doté de liberté, sur la question politique (en tant que la théorie cousinienne renferme une solution à la problématique éthique), et enfin, sur les relations entre philosophie et science, en apportant à celle-là les principes solides sur lesquels elle puisse s'ériger. Déjà, Locke avait été répudié au Portugal parce que matérialiste et athée. En 1843, Victor Cousin apparaîtra à l'élite pernamboucaine comme le défenseur du spiritualisme et du théisme.
Dans le domaine politique, on relève l'observation suivante de Figueiredo : « concernant la politique, [Cousin] révéla d'immortelles théories ; entre autres, il systématisa celle enseignée par Vico —– que les différentes formes de gouvernement ne sont pas des faits volontaires, mais nécessaires et subordonnés aux lois topographiques des pays » . D'aucuns ont pu y voir la volonté de légitimer la monarchie qui, avec la majorité de l'empereur Pierre II, venait de se consolider au Brésil. Cette légitimation n'équivaut pas à une ratification fataliste d'un état de fait, mais, ainsi que le soulignent beaucoup de spécialistes de l'histoire brésilienne, un impératif du moment, s'imposant à quiconque avait à cœur de sauver l'unité nationale et de permettre l'avènement d'un État libéral et démocratique, à l'intérieur d'un contexte qui, pour diverses raisons, faisait figure de véritable défi au libéralisme et à la démocratie.

### Les années d'O Progressoet la pensée sociale
Les articles explicitement philosophiques publiés dans O Progresso ont été évoqués ci-dessus. Les articles à teneur sociale, beaucoup plus nombreux, dessinent un Figueiredo penseur et critique social. Cependant, il serait vain de chercher dans ses écrits l'expression d'un corps de doctrine complet élaboré systématiquement.

#### Figueiredo essayiste social
Un texte publié dans la revue O Progresso relate comment les trois amis résolurent de fonder une revue, qui s'appellerait O progresso et dont l'objectif serait de défendre « la cause de l'humanité, celle du peuple qui gémit, paye et se tait ». La revue vit le jour le 12 juillet 1846, poursuit Figueiredo, « armée pour lutter en tant qu'organe (de diffusion) des idées de progrès social en Amérique du Sud ». O progresso fut signalée dans la revue française Démocratie, qui qualifie la publication brésilienne, sur la foi de sa Déclaration de principe, d'« organe socialiste ». Il est intéressant par conséquent de s'arrêter à la définition que Figueiredo, lors de sa polémique avec Pedro Autran, donna du socialisme : « Le socialisme n'est pas une doctrine, n'étant guère plus qu'une aspiration ; cependant celle-ci tend à réformer l'État social actuel dans le sens d'une amélioration morale et matérielle de tous les membres de la société ». Le long passage suivant d'O Progresso mérite à cet égard d'être cité :

« Pour nous donc, la politique est la science de l'organisation sociale, ayant pour seul objectif de réaliser le bonheur des individus […]. C'est cette politique radieuse de progrès pacifique que nous voulons instaurer chez nous, et qui sera la devise sur notre drapeau. Plus loin, nous montrerons quelles lois physiques et quelles conditions capitales sont requises pour cela, et indiquerons aussi quelles mesures doivent être prises pour permettre leur avènement et leur tracer la voie. Cependant, cette politique, incontestablement bonne pour la nation considérée dans son ensemble (le progrès matériel) et capable de fonder sa future grandeur, se retrouverait évidemment entravée dans ses effets par un vice radical et flagrant, si, en même temps qu'augmenteraient la somme des richesses, celle-ci tendait, comme en Europe, à augmenter indéfiniment la misère des masses. C'est là une vérité, et, loin de chercher à écarter la difficulté, nous dirons que pour nous le développement du paupérisme qui actuellement inquiète l'Europe est indubitablement une conséquence de l'industrialisme moderne, mais non le résultat nécessaire des progrès matériels, lesquels sont, dans l'absolu, bons et bénéfiques, et que pour que nous décelions la cause de pareille misère, il conviendra d'aller la chercher dans la fausseté des relations établies entre les hommes, en tant que producteurs et consommateurs, dans l'influence exagérée accordée à certains éléments de production » . »

Il n'est donc pas surprenant de voir paraître dans O Progresso des articles à forte connotation sociale, tels que A voz do céu (litt. la Voix du ciel) et Anarquia social,. Lorsque Figueiredo fera ensuite la recension du livre Elementos de Economia Política du Dr Pedro Autran, dont il fait remonter les conceptions à la vieille école économique d'Adam Smith, de Jean-Baptiste Say, de Thomas Malthus, il aura pour sa part à cœur de développer un tout autre type de pensée. Certes, écrit-il, cette vieille école garde toute sa valeur, et a surtout le mérite d'avoir été pionnière ; mais elle a négligé le principe de la nouvelle école : le « fécond théorème de la solidarité humaine », et épousa au contraire le principe du laisser-faire, laisser-passer, qui, comme l'histoire l'aurait prouvé à satiété, conduit à la concurrence débridée, celle justement que Figueiredo entendait combattre, car « dans l'état de guerre permanente où se trouvent aujourd'hui toutes les forces individuelles, cet aphorisme du laissez-faire n'est pas autre chose qu'inhumain, anti-économique, anti-social ». Il s'opposa à Pedro Autran lorsque celui-ci affirma « que la plupart des hommes connaissent mieux que quiconque, voire mieux qu'une assemblée élue, ce qui est propice à leurs intérêts ; et que, par conséquent, il devait être loisible à chacun de suivre son inclination et la branche d'industrie qu'il juge appropriée ».
Le désaccord entre Figueiredo et Autran semble avoir été provoqué bien davantage par la position du premier contre la perpétuation de la grande propriété terrienne que par la permissivité de mœurs qu'Autran supposait faisant partie intégrante de la doctrine du socialisme, ou même par le fait qu'O Progresso exposait des idées susceptibles de mettre en cause l'ordre établi. Toutefois, Figueiredo ne combat pas la propriété privée, et invoque seulement le droit de l'État d'intervenir dans le jeu des causes économiques, l'économie ne pouvant pas selon lui être laissée au bon plaisir des volontés individuelles. Le droit fondamental, naturel, à la propriété, est dérivé du droit qu'a l'individu de « satisfaire les besoins que son organisme lui crée », ce droit justifiant y compris le privilège d'hériter, mais non certes de la manière dont cela se passait traditionnellement dans le Pernambouc :

« Le droit actuel de propriété (uti et abuti) fut institué, faute de mieux […] pour satisfaire le droit qu'a chaque génération de prendre possession du legs de la génération précédente, droit qui en lui-même n'est autre que la conséquence du droit encore plus général que chaque individu porte avec lui dès sa naissance : satisfaire les besoins que son organisme lui crée. C'est là le véritable droit naturel, tellement différent du droit actuel de la propriété. Avec le passage du temps, celui-ci eut un effet destructeur sur celui-là et devint en même temps incompatible avec lui ». »

Pour Figueiredo, les thèses d'Autran impliqueraient un retour à l'état sauvage. L'attitude d'Autran lui parut d'autant plus grave que « l'auteur, généralisant le vocable de propriété, l'applique [aussi] aux facultés de l'esprit et du corps humain, et dit qu'il y a violation inexcusable de la propriété quand on empêche l'individu d'user des pouvoirs que la nature lui donne ».

#### Atividade humana
Dans l'article intitulé Atividade humana (litt. Activité humaine), Figueiredo prend pour point de départ une déclaration de Théodore Jouffroy, figurant dans ses Mélanges philosophiques : la fin ultime de l'activité humaine est le plaisir, lequel « résulte de la satisfaction des désirs que l'organisme de chaque individu détermine en lui-même ». Pour se réaliser, le plaisir requiert l'existence de l'objet désiré, que celui-ci soit à la portée de qui le désire, et qu'il soit utilisé pour se procurer le plaisir. Rapporté au domaine économique, cela se traduit de la manière suivante : but : le plaisir ; moyen : la consommation, et, concomitamment, la production et la distribution ; ce dont découlent selon Figueiredo les règles suivantes pour un bon ordre économique :

« […] positionner et maintenir les différents individus qui jouent un rôle dans les phénomènes de la production, distribution et consommation, de façon qu'ils jouissent de la plus grande liberté, et exercent leur action le plus possible en accord avec leurs affinités et penchants naturels ; condition évidemment plus favorable, pour une force donnée quelconque, à obtenir un effet maximal. »

Ces règles valent d'abord pour l'individu, et concernent l'ensemble de ses virtualités, lesquelles, si l'on veut que la personne soit heureuse, doivent être mises en œuvre en accord avec ce critère. Mais ces mêmes règles valent également pour les individus dans leurs rapports entre eux, c'est-à-dire au sein du groupe social, ou des groupes sociaux, auxquelles ils appartiennent. Plus largement encore, elles valent aussi pour les individus-groupes (p.ex. les nations), et au-delà, pour l'humanité, c'est-à-dire pour l'ordre économico-social mondial. Figueiredo raisonne que la succession incessante des désirs de l'Homme procède du fait même de son existence ; que la liberté de l'individu est plus grande par son insertion dans le groupe social ; que les échanges entre les Hommes est le signe infaillible d'une liberté plus grande, les échanges présupposant en effet la diversification du travail, et cela, à son tour, supposant que chacun puisse s'adonner spontanément à l'activité qui lui convient le mieux et lui plaît le plus. Nous trouvons dans ce raisonnement tous les éléments qui caractérisent l'idéologie libérale : valorisation de l'individu, qui jouit du plus haut degré de liberté au sein d'une société de marché, et se soumet avec optimisme aux forces naturelles de l'activité humaine, dont la norme suprême est la raison. L'individu, considéré ainsi, trouve son bonheur dans la possession et la jouissance des biens matériels.
Il n'y a dans l'article concerné aucune référence à l'aspect moral ou éthique. Selon Figueiredo, « ce qui définit le progrès est de permettre à chaque individualité un déploiement de plus en plus libre de son activité, moyennant que cette activité soit toujours dirigée en accord avec le but à atteindre ». Il poursuit : « Aujourd'hui, la solidarité des individus-hommes au sein de l'individu social est totale ; la jouissance de ceux-là est complètement proportionnelle à celle de celui-ci ; par conséquent, il s'agit de diriger l'activité individuelle directement en vue de la plus grande jouissance possible, pour l'individu social ». Viser la plus grande jouissance de l'individu-social est le but de l'activité de l’homme-individu, car la jouissance de celui-là conditionne la jouissance et le bonheur de l’homme-individu. La catégorie fondamentale est donc l'individu ; restreindre sa liberté n'a de sens que pour autant que sa jouissance s'en trouve accrue.
Le passage suivant de l'article sur les prisons vient compléter la réflexion ci-dessus :

« Et ne serait-il pas possible que la société s'organise de sorte que chacun trouve dans l'intérêt général la plus totale satisfaction de ses intérêts particuliers ; que le plus grand développement de l'ordre corresponde au grand développement du principe de liberté ; et que l'on puisse restituer à la production tous ces agents improductifs occupés à maintenir l'ordre, à restreindre la liberté, ainsi que toutes les forces employées dans la pratique subversive par les armées et les criminels ? »

#### Comércio internacional
Dans cet article, Figueiredo fait une critique sévère de la situation en cours. L'humanité se trouve en état de souffrance, ce que révèle l'expansion du prolétariat, la criminalité de tout type, les soulèvements qui mettent en péril l'existence même de l'ordre social etc. Ironiquement, le progrès matériel, censé apporter le bonheur, provoque au contraire des effusions de sang. La cause de cette situation est double : la mauvaise organisation de l'activité individuelle, à l'intérieur des nations ; et, découlant de là, la discorde entre les nations, les différents individus ne s'avisant pas de leur solidarité réciproque et ne réalisant pas, à la faveur de l'extension des échanges internationaux, la troisième phase de progrès.
La cause du désordre au sein des nations est le fait que l'activité humaine a été laissée à elle-même, au gré du caprice individuel. Que ce soit sur le plan de la consommation, ou sur celui de la distribution et de la production, l'Homme ne se tient pas aux règles énoncées dans l'article précédent. Figueiredo dénonce surtout la guerre ouverte entre les producteurs comme élément de détérioration de l'ordre social. En somme et en pratique, l'état dans lequel vit l'Homme équivaut ainsi à l'état sauvage. Plus loin, Figueiredo analyse la question des restrictions au libre-échange entre les nations, par suite de mesures protectionnistes. Par principe, Figueiredo est opposé au protectionnisme, encore qu'il puisse admettre certaines taxes douanières, pour tenir compte des contingences particulières — en effet : « il est donc évident qu'en principe tous les obstacles à la multiplication et donc à la facilité des échanges internationaux est absolument préjudiciable au bien de toutes les nations dans leur ensemble, et de chacune d'elles en particulier »,.
En ce qui concerne le Brésil, Figueiredo n'aura garde de préconiser le recours à la révolution, c'est-à-dire à la subversion de l'ordre établi, en vue de mettre en place ex novo un autre modèle de société ; son attitude sera même tout à l'opposé. Si la misère du prolétariat, la criminalité, les insurrections existent, c'est parce que l'on n'a pas veillé à ce que les forces économiques s'exercent selon les normes du libéralisme économique.
Il est vrai d'autre part que l'article vient compléter le précédent en ce que Figueiredo y défend l'intervention de l'État, destinée à empêcher les abus de la libre concurrence :

« Les législateurs se satisfont de fixer certaines lois, d'imposer certaines règles, afin d'empêcher que les individus s'offensent les uns les autres directement, et d'exiger, pour la consommation, certaines conditions particulières ; le reste demeurant au gré du caprice individuel, sans avoir rien qui le dirige en vue du but qu'on a à l'esprit. »

#### Reforma do Sistema Penitenciário
Les trois articles que Figueiredo rédigea sur le système pénitentiaire, quand même ils traitent d'un sujet assez restreint, mettent néanmoins en lumière la structure de sa pensée. L'auteur commence par constater :

« Une société basée, comme le sont toutes nos sociétés modernes, sur la jouissance de l'homme par l'homme, et qui place les intérêts de chaque individu dans un état de la plus flagrante opposition aux intérêts de tous, ne peut nécessairement se maintenir si ce n'est par la force […] ; […] on peut noter que, à mesure que le progrès de la science met à la disposition de l'Homme des moyens plus puissants de production et que, si nous devons ajouter créance aux grands économistes du siècle, la concurrence illimitée fait que l'opulence circule dans toutes les classes de la société, le nombre des prolétaires va augmentant, et les gouvernements des pays les plus avancés dans la civilisation se voient périodiquement obligés de doubler le nombre des agents de police, gardiens de prison et bourreaux.

L'on adopta alors l'autre moyen, et par des conventions ou des lois, on limita le droit absolu dont jouissait chaque individu dans l'exercice de son activité […]. Les crimes et délits sont des violations de ces conventions, lois ou règles, ou comme il vous plaira de les appeler […]. Il en résulte que les lois doivent établir un nombre le plus petit possible de ces restrictions, et n'interdire que les actes qui sont à un haut degré préjudiciables aux intérêts de tous. »

Les conséquences de cette vision, selon ce que précise ensuite Figueiredo, est que la finalité des peines n'est pas de punir les délits, mais « de faire obstacle à la violation de conventions utiles à tous » ; la société souffre dans la souffrance d'un de ses membres.
Figueiredo reconnaît que cette vision n'est pas celle qui a présidé à la conception de la plupart des codes de lois. Quant aux époques reculées, ce qui prévalait est le manque de vision, ou alors la vision déformée des criminologistes d'autrefois qui « ne voulaient pas voir dans l'intérêt général, et dans les conventions plus ou moins arbitraires, la véritable base de la législation pénale, et s'ingéniaient à la trouver dans des abstractions philosophiques relatives au droit et au devoir, voire, plus d'une fois, dans des conceptions théologiques ». Ce pourquoi ils identifiaient l'ordre juridique avec l'ordre moral, et avec l'ordre religieux. D'où l'idée de la peine comme châtiment expiatoire.
Au sujet de la loi morale, Figueiredo énonce :

« Loin de nous de vouloir nier l'existence de la loi morale ; nous la reconnaissons comme une loi générale et de caractère obligatoire, gravée dans le cœur de tous les hommes et aux prescriptions de laquelle ils sont tous moralement obligés de se conformer ; mais nous contestons que cette loi soit identique aux lois de la société, lesquelles en de nombreux cas lui sont totalement opposées, et par conséquent qu'elle puisse être considérée comme la base de la législation pénale. À aucun pouvoir humain nous ne pouvons concéder le droit de s'ériger en juge de la violation de lois autres qu'humaines, et nous sommes persuadés que même dans le cas où la société s'organiserait conformément aux prescriptions de la loi morale, les lois de la société en tant que telles ne seraient pas obligatoires autrement que comme conventions purement humaines, basées sur l'intérêt général et dont le maintien et l'exécution par la force sont autorisés. »

#### Reformadores Modernos
Cet article permet d'apprécier à quel point la pensée de Figueiredo s'appuie sur un fondement chrétien, notamment si l'on considère les éléments suivants :
- la reconnaissance par Figueiredo d'un domaine intangible se dérobant à la dialectique de la raison, autrement dit le domaine du dogme. Ce que Figueiredo condamne dans la théologie romaine est sa prétention à vouloir toujours maintenir la raison dans un statut mineur, comme serviteur de la théologie. La modernité de Figueiredo fut de désigner l'affranchissement de la raison comme une conquête des temps nouveaux. Si, dans l'Exposição de princípios de la revue, la sphère de la raison fut mise en avant, c'est, dans Reformadores Modernos, l'ordre des croyances qui est privilégiée ;
- la sensibilité de Figueiredo au problème de la division du monde chrétien ; Figueiredo augura que l'épisode de Johannes Ronge et, de façon générale, le mouvement des différentes églises chrétiennes, agirait dans le sens d'une rapprochement et d'une réconciliation de tous les chrétiens, chacun s'attachant désormais à mettre l'accent sur ce que l'on a en commun, ou mieux, à minimiser les différences. Cette sensibilité fait de Figueiredo un œcuméniste du XIXe siècle ;
- la conscience qu'il existe un champ propre de la théologie, où il ne se sent pas habilité à se prononcer[116].

#### As Reformas
Figueiredo note que le Brésil, nonobstant ses immenses potentialités, manquait d'emplois et que la pauvreté s'y accroissait rapidement. Sur les moyens à mettre en œuvre pour faire évoluer les choses, il estime, se déclarant en accord avec Jean de Sismondi :

« Nous considérons les révolutions comme des remèdes extrêmes, qui ne doivent être employés que quand il n'y a plus de salut possible par des moyens pacifiques. Et lors même que toute la nation serait unanime à vouloir certaines réformes déterminées, et que ces réformes seraient celles-là mêmes dont nous avons besoin aujourd'hui, pas même en ce cas nous ne jugerions indispensable une révolution. […] Aurons-nous un obstacle permanent, ou une volonté systématique opposée à notre prospérité ? Non : notre constitution est très libérale et admet toute modification, quelle qu'elle soit, par des moyens légaux. »

Les aberrations introduites dans le fonctionnement de la société ne le furent pas par le caprice d'un monarque. Ce qui fait défaut au Brésil est de connaître les causes de ses maux. L'auteur s'employa donc à diagnostiquer les causes des maux qui affligeaient le pays, causes qui se laissent subsumer sous l'expression « manque d'organisation ». Dans la sphère sociale règne encore et toujours le laissez-faire et le laissez-passer, qui a pour effet que le travail est spolié par le capital, à travers l'usure. Le commerce est aux mains de nations étrangères. La grande industrie reste encore à naître au Brésil. La spéculation règne, la misère sévit, et une véritable situation d'esclavage s'est installée au sein du peuple. Il est urgent, estime-t-il, d'instaurer un impôt sur la grande propriété terrienne. Il faut « l'intervention du pouvoir social dans le commerce des denrées alimentaires de première nécessité ».
En fin d'article, il présente un résumé de ses propositions :

« Le remède consiste à reprendre notre édifice politique à la base, et à le doter de solides fondations. Premièrement, nous devons organiser les municipalités avec de larges attributions, en les pourvoyant des moyens pécuniaires pour qu'elles puissent exercer lesdites attributions, la première desquelles étant la fonction de police des communes respectives ; réorganiser la garde nationale, en restaurant l'élection pour les postes, et en combinant cette élection avec la nomination à vie de manière à lui donner la stabilité que requièrent nos circonstances ; organiser le jury, tant dans le criminel que dans le civil, conformément aux prescriptions de la constitution. Ceci fait, il y aura dans la nation une force réelle, – celle de l'opinion publique, très supérieure à ce que peuvent présenter les factions, et alors les prescriptions des lois pourraient être exécutées. »

Dans les articles d'O Progresso, nous trouvons une réflexion réellement libérée des schémas religieux dans lesquels la culture luso-brésilienne avait jusque-là toujours été cloîtrée.

#### Colonização do Brasil(à propos de la grande propriété terrienne)
Par colonisation il faut entendre ici l'immigration de peuplement vers le Brésil au XIXe siècle. L'auteur lui-même nous fournit un résumé de son article :

« La colonisation a été inopportune ; dans l'état actuel, le Brésil a besoin de savants et d'ouvriers habiles, qui viennent instruire la population et introduire divers types de cultures et d'industries. Mais il n'a aucunement besoin de colons, car sa population présente est supérieure aux moyens qu'il a aujourd'hui à sa disposition pour vivre. »

L'article permet surtout de connaître la position de Figueiredo vis-à-vis de la grande propriété terrienne et ses idées sur la façon de la combattre. Il écrit :

« Quant à l'agriculture, […] c'est là que résident les intérêts vitaux de notre patrie ; or, elle se trouve entourée d'une barrière, et il faut que cette barrière tombe, coûte que coûte. Et quelle est donc cette barrière ? — La Grande Propriété Terrienne, cette entité terrible, qui a ruiné et dépeuplé l'Irlande, la campagne de Rome et beaucoup d'autres pays.

La culture qui doit occuper notre population, et qui quelque jour doit nous procurer une classe moyenne et réaliser pour de vrai notre système représentatif, comme nous l'avons déjà démontré, ce n'est pas la grande culture, qui requiert de grands capitaux et qui ici est exécutée par des esclaves, mais la petite culture, celle qu'est en mesure de pratiquer un père de famille avec ses enfants, aidé en tant que de besoin par des travailleurs embauchés en période d'ensemencement et de moisson. »

Comment obtenir que les grands propriétaires consentent à se dessaisir de leurs terres ?

« Pour obtenir pareil résultat, il n'y a qu'un seul moyen efficace : les étrangler tous en même temps, sous l'effet d'une force externe, et cette force, nous la trouvons dans l'impôt direct dont parle notre constitution, dans cet impôt foncier que nous avons déjà proposé dans un autre lieu de la présente revue, et dont nous avons déjà montré les avantages. En s'étendant graduellement dans toute la province, l'impôt foncier obligerait les grands propriétaires à se dessaisir des terres qui leur sont inutiles. Ces terres, réparties entre un grand nombre d'individus, seraient une source d'une classe moyenne de petits agriculteurs, qui augmenteraient très sensiblement la production du pays, et serviraient puissamment le gouvernement, au regard du maintien de l'ordre public,. »

La prédominance de l'agriculture comme source productrice de la richesse, sous-tendant un modèle économique qui au milieu du XIXe siècle tendait à perpétuer le retard matériel du pays, se révéla incapable de continuer à souder la société de l'époque autour d'un système productif alors visiblement épuisé. D'autre part, le développement matériel atteint par les nations européennes éveillait chez les Brésiliens le désir de jouir eux aussi des avantages apportés par la croissance des richesses produites par l'industrie ainsi que du progrès social concomitant. Figueiredo, observateur perspicace du milieu social où il vivait, comprit cette urgence et se fit l'interprète d'une proposition de progrès propre à préjudicier les intérêts de la vieille aristocratie agraire. Il dénonça l'incohérence du système latifondiaire, basé sur la propriété de vastes étendues de terres, exploitables seulement au moyen du travail esclave ou forcé, appliqué d'une main de fer par les intendants de domaine. Ce mode de production était en contradiction avec la vision bourgeoise des relations sociales, appuyée sur le travail librement consenti. Ce nonobstant, même lorsqu'il critiquait les grands propriétaires fonciers, Figueiredo se gardait de s'opposer frontalement à l'esclavage, bien qu'il comprît que l'histoire avait répudié celui-ci comme source de richesse. En vérité, sa critique impie de la grande propriété terrienne recouvrait une autre question, celle que l'oligarchie sucrière, avec sa manière d'exister et d'exercer le pouvoir politique, incarnait la société qu'il voulait voir réformée. C'était une manière d'être incompatible avec les transformations sociales envisagées, en constant changement, qui semblaient ne jamais devoir aborder au Brésil. C'était la lutte entre l'ancien et le nouveau rapportée aux spécificités locales. En examinant les idées de Figueiredo telles qu'exprimées dans O Progresso, s'il apparaît donc certes que l'esprit de l'époque s'était incorporé dans les esprits pernamboucains enclins au progrès matériel, en même temps ces écrits trahissent la part de conservatisme rigide constitutif du réformisme bourgeois, en cela que les concepts que ces articles mettaient en jeu dans le débat intellectuel étaient ceux propres au stade où se trouvait alors la pensée bourgeoise, à savoir : la morale, l'ordre et le progrès.

#### Figueiredo socialiste ou réformiste? La réplique à Autran
Figueiredo passait en son temps pour socialiste, et de fait, s'autoqualifiait ouvertement comme tel. C'est principalement l'historien Amaro Quintas qui s'attacha à déceler l'influence de Figueiredo dans les événements qui débouchèrent sur la révolution dite praieira, — révolte armée survenue à Recife en 1848, où s'opposèrent par les armes libéraux et conservateurs —, et qui voulut voir dans le rédacteur d'O Progresso l'un des inspirateurs du mouvement de Praia, en raison de ce que Figueiredo proposait des réformes sociales et préconisait de s'en prendre au système latifondiaire, et qu'il pouvait faire figure de véritable quarante-huitard, à l'image des combattants révolutionnaires des journées de février 1848 en France, et de précurseur de la démocratie sociale au Brésil.
Pour sa part, le professeur Aloísio Franco Moreira, de l'Université fédérale de la Paraíba (UFPB), analysa le socialisme attribué à Figueiredo « à la lumière du socialisme scientifique défendu par Marx et Engels », avec l'objectif « de montrer les limites du socialisme des deux quarante-huitards qu'étaient Abreu e Lima et Figueiredo, celui-là prêchant la régénérescence nationale, avec une pensée plus proche des aspirations chrétiennes, et celui-ci réclamant la prédominance des sciences à l'effet d'établir une société de l'ordre ». Ce même auteur considère la revue O Progresso comme la résultante des luttes entre les différents secteurs de l'élite brésilienne, chaque secteur défendant son propre point de vue sur les besoins du capitalisme déjà mondialisé. Avec la défaite des libéraux lors de la révolte de 1848, la politique de conciliation ébauchée dans cette décennie gagna en consistance et jeta les fondements d'un lent processus de modernisation du pays, processus piloté par les conservateurs ; Figueiredo et sa revue avaient anticipé ce débat, et joueront tous deux un rôle de premier plan dans ce processus. Dans le cadre des transformations que nécessitait l'état de la société brésilienne, la revue de Figueiredo, en comparaison des autres publications de cette époque, se distingue principalement en ceci qu'elle s'attachait non seulement à mettre en évidence l'importance du progrès dans la vie des nations développées, mais aussi à exposer un ensemble de recettes nécessaires à l'adoption et à l'application des législations inhérentes à ce progrès, programme intellectuel de conscientisation qui exigeait de ses concepteurs une identification précise avec les idées modernes et une grande cohérence dans leurs propositions de mise en œuvre.
Selon la définition de Figueiredo lui-même, donnée à l'occasion de sa polémique avec Pedro Autran da Matta e Albuquerque, alors professeur d'économie à la faculté de droit d'Olinda, conservateur, défenseur de Smith, Malthus et Say, « le socialisme n'est pas une doctrine, et n'est guère plus qu'une aspiration ; mais cette aspiration tend à réformer l'état social actuel dans le sens d'une amélioration morale et matérielle de tous les membres de la société ». Ce n'est donc point une école ; au contraire, il existe plusieurs écoles socialistes. Aucune d'elles toutefois ne défend les points qu'Autran avait présentés comme universels dans l'idéologie socialiste, à savoir : la réhabilitation de la chair ; la satisfaction pleine de nos désirs, passions et la réalisation du bonheur complet dans la vie ici-bas ; le rejet du christianisme, de sa morale et de ses promesses dans l'au-delà ; la répudiation de la propriété individuelle et de la famille.
D'autres auteurs, en particulier Tiago Adão Lara, se sont appliqués à démontrer que la pensée de Figueiredo, en dépit de sa modernité, s'enracinait dans la tradition chrétienne brésilienne, et citent divers passages de Figueiredo tendant à accréditer cette thèse. Dans sa polémique avec Autran, Figueiredo sera notamment amené à proclamer :

« Je nie rondement que ne serait-ce qu'une seule de ces affirmations soit commune à tous les socialistes ; et je vais même jusqu'à dire : […] que l'immense majorité des socialistes, loin de rejeter le christianisme, sa morale et ses promesses, comme vous l'affirmâtes, prétendent au contraire être les véritables chrétiens, ceux qui œuvrent pour le règne de Dieu et de sa justice ». »

Et de poursuivre par une série de citations de Victor Considerant :

« Dans le Socialisme devant le vieux monde ou le vivant devant les morts (Paris, Librairie phalanstérienne, 1848, VII), il dit : "Quand une religion s'est formulée sur ce dogme fondamental — aimez-vous les uns les autres et aimez Dieu par-dessus toutes choses, —on peut assurer que la formule religieuse définitive de l'humanité est donnée (p. 70)". À un autre endroit de la même œuvre (p. 24), il s'exprime ainsi : "Le Socialisme moderne ne croyait d'abord procéder que de lui-même, ou tout au plus de la révolution française. Mais voilà que, s'étudiant et étudiant l'histoire de la Philosophie et du Christianisme, il rencontre dans la Philosophie et dans le Christianisme ses propres origines". Plus loin (p. 205 et 212) encore, on lit ce qui suit : "Plaçons-nous sincèrement sous l'invocation de l'Évangile : revendiquons-le pour nous, montrons-nous de vrais apôtres de la fraternité. Le Socialisme se lève au sein des peuples, et revendique pour lui l'Évangile et les pures traditions de la religion des faibles et des opprimés",. »

Plus loin, poursuivant son raisonnement :

« L'idéal de tous les socialistes est la réalisation sur terre des grands principes de liberté, égalité et fraternité, révélés il y a dix-huit siècles par le christianisme, de ce règne de Dieu et de sa Justice, où tous les biens sont donnés à l'Homme, comme dit l'apôtre. Il y a des divergences entre eux relativement aux moyens de réalisation ; mais tous s'accordent dans la poursuite de cet idéal. »

Enfin, répondant à la question qui lui avait été posée par Autran, Figueiredo écrivit :

« Je tâcherai maintenant de satisfaire à votre troisième exigence.

La formule générale de l'école socialiste à laquelle j'appartiens, est la réalisation progressive du principe chrétien de la liberté, égalité et fraternité, effectuée sans violence, et au moyen de mesures appropriées aux nécessités des divers pays. Peut-être qu'en Europe, je voudrais le développement intégral du principe d'association, dans l'agriculture, dans l'industrie ; en un mot : dans toutes les sphères d'activité humaine. Chez nous, je juge prématurée cette substitution du pouvoir social à l'individu, et j'estime pour ma part que le stimulus qu'est la propriété individuelle est le meilleur incitatif pour accélérer la marche de la civilisation, du moins dans la sphère principale, celle de la production ; et c'est pourquoi le plus urgent de nos besoins sociaux me paraît être de faciliter à tous l'accès à la propriété terrienne.
Ayant ainsi satisfait vos exigences, je terminerai cette réponse par quelques réflexions à propos de certains points de votre critique.

Je ne trouve pas applicables à notre civilisation actuelle, ni même à celle européenne, ces formules d'abolition du capital, de vie en commun, de gratuité du crédit et d'égalité des salaires, que vous citiez avec mépris ; mais à mon sens, considérées d'une manière absolue, et sans application pratique dans l'époque que nous vivons, elles sont marquées du coin de la justice éternelle, et loin d'être, comme vous dites, le socialisme abject et brutal, elles trouvent le plus puissant appui dans les livres qui servent de base à notre sainte religion, et pour le prouver, je vous offre les citations suivantes. »

Ainsi la manière dont sa culture moderne pourrait être greffée sur la vieille souche de la tradition chrétienne se présenta-t-elle clairement à Figueiredo. Ce qui auparavant lui apparaissait remonter aux origines récentes de la civilisation moderne, dont les principes s'étaient cristallisés dans le devise de la Révolution française, émanait à présent, dans son esprit, d'une révolution très antérieure et plus profonde. Les principes de cette révolution antérieure étaient d'une radicalité telle que dix-huit siècles n'ont pas suffi à les assimiler. La raison percevait aujourd'hui seulement ce que, il y a fort longtemps déjà, la foi avait annoncé aux Hommes.
Selon Lara, la deuxième période de la trajectoire intellectuelle de Figueiredo s'acheva ainsi par le dépassement de l'éclectisme cousinien et par la découverte de la médiation chrétienne entre la culture ancienne et la culture nouvelle. Cousin et Jouffroy avaient pu dans un premier temps apparaître comme une solution de compromis entre d'une part les lumières de la raison et d'autre part les exigences de la foi chrétienne, enracinée dans l'histoire du peuple. Mais le théisme et le spiritualisme de ceux-ci n'allaient pas au-delà des conséquences logiques des présupposés rationnels de leurs positions. C'est en méditant sur la réalité concrète brésilienne, très contrastée mais aussi pleine de virtualités, que Figueiredo retrouve, non plus seulement le Dieu des philosophes et de la raison, mais aussi désormais le Dieu de l'Évangile, dont le message social va montrer à celui qui s'était fait le héraut de la civilisation moderne comment ses aspirations profondes possédaient une pré-existence par delà l'ère des Lumières.

#### Visées pédagogiques
Les discussions et le développement de conceptions nouvelles dans O Progresso avait toujours pour but sous-jacent d'éduquer le public à la nouvelle réalité sociale qui était envisagée, ou intuitivement perçue, et qui exigeait des Brésiliens une préparation préalable, en prévision de la mise en place des relations mondialisées, tout en tenant compte qu'ils rechignaient à abandonner les vieilles pratiques sociales alors encore prédominantes. En effet, Figueiredo, ainsi que ses collaborateurs, qui partageaient les idées de leur rédacteur en chef, se sentait investi d'une mission prosélyte et se proposait par ses écrits de convaincre les Pernamboucains que l'avènement du progrès représentait l'unique voie pour guider le Brésil dans le royaume des lumières. Cette ambition pédagogique sous-tend toutes les idées exposées dans la revue. Dans chacune de ces idées se mêle une puissante machinerie intellectuelle, apte à persuader quiconque lirait ces textes ou serait informé de leur contenu de la voie à suivre en vue de la conquête de ce que les contributeurs de la revue nommaient le « bonheur de la nation », ou encore de la « régénérescence, de la conjonction parfaite et unique des sciences et de la technique avec les préceptes moraux qui auraient à régir les comportements humains ». Cette visée éducative était inhérente au contenu d'O Progresso, qui comportait ainsi des idées habilement construites ayant pour fonction d'éclairer les hommes de l'époque sur la signification du progrès et sur les moyens à mettre en œuvre pour le faire advenir, mais aussi de donner appui aux actions de la bourgeoisie nationale en cours de consolidation.

#### Modernisation et plan de réformes
En prônant un plan de réformes destiné à propager et à mettre en œuvre les lois du progrès, en définissant les objectifs et en postulant la science politique et la technique comme outils de formulation d'une société harmonieuse, Figueiredo désigna aussi d'emblée le « manque d'organisation » comme principal obstacle à l'instauration de conditions plus progressistes. Il y avait deux « plaies » en particulier qui empêchaient l'établissement de conditions meilleures, aptes à remédier au retard qu'accusait la société brésilienne d'alors, la première étant liée au laisser-faire, laissez-passer qui régissait une partie du secteur productif, l'autre étant de nature politique et caractérisant un espace où prédominait la désorganisation, « les discordes constantes entre partis et hommes publics qui n'avaient en vue que leurs seuls intérêts personnels, qu'ils plaçaient, dans l'exercice de leurs fonctions, au-dessus de ceux de la nation tout entière ».
Le changement de cet état de choses exigerait non seulement une bonne connaissance de l'origine des maux, mais aussi et surtout l'élévation des esprits à un état de pleine compréhension des étapes fondamentales présidant à l'avènement du progrès. En somme, chez Figueiredo prévalait l'idée que, l'esprit une fois réformé, la marche de la civilisation s'ensuivrait automatiquement, sans soubresauts. Selon les analystes marxistes, cette position soutenue par les collaborateurs de la revue reflétait en réalité un effort de redéfinition et de reformulation de l'extension du capitalisme vers les anciennes colonies, plus particulièrement vers les régions où l'implantation de ce capitalisme ne s'était effectuée qu'à travers l'extraction de matières premières ou l'exportation de produits agricoles. C'est pourquoi le plan pensé par Figueiredo requérait l'abandon de pratiques conflictuelles, et exigeait que fût supprimée une fois pour toutes la propension, toujours latente chez ses compatriotes, aux insurrections : « Sur le plan de la théorie, cela signifiait démontrer que le progrès matériel ne se réaliserait que dans un état de parfait ordre social [...], en constituant une autre morale, par la substitution de l'intérêt général aux intérêts privés ». Dans un deuxième temps, l'auteur propose le moyen propice à l'instauration d'un état de bien-être social élevé, savoir : la science politique, outil explicatif de l'activité humaine et guide des réformes jugées indispensables à son plan de modernisation.

### La période d'A Carteira

#### Progrès et réformisme social
Dans A Carteira, l'exaltation du progrès tend à tourner à une sorte de ritournelle, et jusqu'à deux feuilletons y seront consacrés quasi exclusivement. Le premier reprend une critique de Ratisbonne sur le livre pessimiste d'Eugène Huzar (la Fin du monde par la science, 1855), qui prédisait la fin du monde par suite du progrès scientifique ; Figueiredo fit précéder cette critique par quelques remarques ironiques. Le deuxième feuilleton consacré à ce thème ne traite pas du progrès technique, mais du progrès sur le plan politique, ce que signale déjà le titre : les Tendances du siècle de la politique. Il commence par rappeler : 

« […] la loi suprême du progrès, qui en dépit de tout toujours continue sa marche triomphante sur les ruines du passé. »

Pour dénoncer ensuite :

« Mais dans la fin de la carrière de la génération qui s'éteint, et au début de la génération qui commence, il se rencontre quelques individus qui errent encore pour quelque temps sur le monde agité, comme des nageurs sur l'océan. Ces rares individus, qui personnifient le passé qui est près de s'achever, dépositaires infidèles du précieux trésor de la civilisation, incapables de le faire fructifier, s'obstinent et ne veulent point le remettre aux hommes du futur,. »

Les opposants au progrès ont recours à l'intrigue et à la calomnie, et engendrent haines et guerres. Après avoir montré comment une culture nouvelle s'élaborait, forgée sous l'effet notamment des progrès des sciences, indiqué comment la révolution industrielle modifia le mode de vie, rappelé le cas des passéistes politiques en France, incapables de représenter les intérêts nationaux, Figueiredo vient à analyser la situation de son propre pays. Il se fait alors le héraut des réformes sociales, à rebours de la pusillanimité de ceux qui préféreraient discuter des aspects purement formels des institutions libérales, et en considération de l'urgente nécessité de donner des bases solides à l'organisation sociale brésilienne. À de multiples autres occasions, l'auteur reviendra sur ce même thème, notamment lorsqu'il traitera des chemins de fer, du télégraphe, des moyens de lutte contre les incendies, de la photographie, de l'amélioration de la production de sucre et de la culture de la canne, de la navigation aérienne etc.
Dans cette ligne du réformisme social, nous retrouvons Figueiredo dans la même attitude que celle déjà adoptée à l'époque d'O Progresso, c'est-à-dire une attitude critique face aux maux que l'industrie et l'individualisme économique avaient engendrés. Outre par des déclarations éparses, la thématique du réformisme social s'exprimera dans les feuilletons O pauperismo e a mendicidade (17/12/1855), A colonização estrangeira para o Brasil (24/3/1856), Industrialismo, individualismo, concorrência, protecionismo (14/4/1856), Lei eleitoral por distritos, e bairrismo (1/9/1856), et Pauperismo e instituições de caridade (21 et 28/12/1857).

#### Abolition de l'esclavage et création d'une classe intermédiaire
Si la question de l'esclavage n'avait guère été abordée dans O Progresso, Figueiredo passe à présent à une défense ouverte de l'esclave, allant directement à l'encontre des intérêts des esclavocrates. Après avoir opportunément rappelé que le Brésil s'était engagé en 1827 à mettre un terme à la traite des noirs, Figueiredo écrit :

« Entre-temps, cette obligation magnanime, contractée devant toutes les nations du monde, et inspirée de la philosophie et du christianisme, fut violée pendant quelques années encore par la cupidité et le désir de quelques individus assoiffés d'or […]. Mais heureusement pour l'honneur du caractère national, et comme témoignage de vénération humanitaire pour les vérités énoncées du haut du Golgotha, nos accords en vue de l'abolition définitive du trafic sont devenus réalité depuis 1850 […]. »

Après un éloge au gouvernement brésilien pour ses efforts dans la lutte contre la traite, il poursuit :

« Mais il ne suffit pas que le gouvernement s'arrête à ce stade ; il convient qu'il prévoie les moyens de remplacer le travail esclave par le travail libre. Qu'il s'applique à éteindre ces reliquats honteux de l'esclavage, ce déshonneur de la civilisation moderne […]. »

Du reste, l'auteur entend attaquer le mal par la racine et en finir avec la mentalité esclavocrate, tellement ancrée dans l'Homme brésilien, en rééduquant le peuple. Ce qu'il énonce comme suit :

« Il nous semble que cette mesure […] ne pourrait pas bien réussir si elle n'était pas accompagnée de très près par les circonstances suivantes : 1) une propagande très spéciale, généralisée et active, propre à ouvrir les yeux à notre peuple, à détruire ses préjugés en faveur de l'esclavage, et lui faire voir clairement les grands maux dont celui-ci est la cause primaire ; 2) l'attribution d'avantages et d'intérêts très réels et positifs à quiconque dénonce une contrebande de noirs ou concourt à la saisie de ceux-ci et à la capture des criminels,. »

Figueiredo situe dans le travail esclave l'une des causes du retard social et économique du Brésil. Proposer la création de conditions permettant l'émergence d'une couche socialement plus élevée destinée à accueillir en son sein les anciens esclaves fut une des idées maîtresses de la pensée de Figueiredo.
L'historienne Periotti observe toutefois que l'idée de création d'une classe intermédiaire, composée de fonctionnaires, petits métayers, d'employés de commerce etc. n'est pas sans rapport avec les impératifs et besoins induits par la progression du capitalisme en direction des anciennes colonies : en premier lieu, pour s'assurer un accroissement sensible de son réservoir de consommateurs sur le marché des produits manufacturés ; en deuxième lieu, afin de donner un caractère organique aux rapports sociaux souhaités, en consolidant l'ordre établi au sein de la population et en diminuant le risque d'éclosion de conflits sociaux, par la perception donnée aux Brésiliens d'une extension des emplois disponibles et par la possibilité offerte à eux d'acquérir des connaissances techniques nécessaires à l'accession aux fonctions jusque-là occupées par des étrangers.

#### Optimisme et valeurs chrétiennes
En dépit de sa lucidité, Figueiredo continua d'être fondamentalement un optimiste, comme en témoigne ce qu'il écrivit dans le Retrospecto Semanal du 21 avril 1856 :

« De fait, les gouvernements sont en train de comprendre que leur tâche ne se limite pas à la stérile mission de se croiser les bras et d'observer impassibles le développement anarchique de l'activité humaine, en n'intervenant qu'en cas de conflit et sans s'efforcer de diriger en un sens profitable et bénéfique la force dont Dieu nous a dotés en bien pour la collectivité, et principalement pour ceux qui furent privés des moyens de la fortune. Dans toutes les parties du monde, les hommes revêtus du caractère de gouverner les peuples emploient une grande fraction de leur intelligence à améliorer ou à mettre fin aux tristes conditions où se trouvent les gouvernés […]. Cette tendance, incontestablement fille du christianisme et de la civilisation moderne, encore qu'un peu lente, est en train déjà de se manifester chez nous,. »

Figueiredo n'était assurément pas de ceux qui adhéraient à la conception pessimiste que l'histoire et le progrès ne pourraient se faire qu'au seul bénéfice d'une élite, avec une concomitante marginalisation des masses.
Figueiredo faisait la distinction entre paupérisme et mendicité. Si celle-ci est un phénomène curable, moyennant des mesures relativement aisées à mettre en œuvre, celle-là en revanche représente un mal, à la solution duquel ne suffira pas la volonté de l'Homme individuel ou d'un groupe déterminé, ni même du gouvernement.

« Ce mélancolique problème a agité divers penseurs, et produit des milliers d'utopies généreuses, de solutions éphémères, qui ont occasionné des moments de convulsion et des crises amères chez les peuples modernes. Mais quelque grands que soient les efforts que les gouvernements engagent pour brider les cris des classes pauvres, la cause réelle continuera d'exister, et seule une mesure radicale pourra éteindre cette calamité, fille des temps modernes. Ainsi le paupérisme est-il un fait réel, étranger à la volonté de l'Homme, fils fatal de l'organisation sociale ; tandis que la mendicité, l'état de celui qui demande l'aumône, est ordinairement un fait humain, et a pour cause la paresse et la pénurie de travail. »

Si donc Figueiredo insistait sur la nécessité de réformes de structure, qu'il prit à tâche de formuler avec clarté, il ne négligeait pas pour autant certains problèmes concrets qui désolaient le Pernambouc, et surtout la ville de Recife, et qui pouvaient trouver une solution immédiate.
Le feuilleton A Carteira scelle le dépassement définitif par Figueiredo de l'éclectisme philosophique, au point que l'auteur ne semble pas même avoir gardé souvenance de Victor Cousin et Théodore Jouffroy. Il n'en demeure pas moins pourtant que la thématique centrale des réflexions de Figueiredo coïncide avec celle de Jouffroy, pour qui elle s'exprime sous l'en-tête de « destin de l'Homme » ; en effet, toutes les réflexions contenues dans les Mélanges philosophiques débouchent finalement, dans les deux dernières livraisons de l'ouvrage, sur « le problème de la destinée humaine », problème sans cesse soulevé, sous des aspects différents, et consistant en l'histoire de son enfance chrétienne, de la perte de la foi, de ses tentatives angoissantes de trouver un sens à l'existence, et de sa victoire définitive, après qu'il eut réussi à reformuler, non plus à la lumière d'une religion traditionnelle, mais à la lumière de la raison, presque toutes les valeurs admises dans son enfance. Or désormais, dans aucun écrit de Figueiredo l'on ne note plus la moindre préoccupation de ce type, en rapport avec la « destinée de l'Homme ». Quand Figueiredo soulève la question du destin de l'Homme, ou plutôt, du sens du progrès, cette question revêt une dimension purement historique. Ce qui dorénavant préoccupe Figueiredo, est de savoir comment orienter l'histoire, organiser l'ordre social de telle sorte que l'un et l'autre répondent aux désirs de bonheur de l'Homme et aux impératifs de justice. Pour l'analyste Tiago Adão Lara, les interrogations de Jouffroy ne sont plus de saison pour Figueiredo, car il les a résolues par la foi chrétienne.
L'adhésion de Figueiredo à la pensée de Jouffroy et Cousin, dans la première partie de son activité intellectuelle, fut une adhésion d'enthousiasme. Cousin et Jouffroy parlaient un langage contemporain et fournissaient un cadre de référence culturel moderne qui s'accordait bien avec les convictions de Figueiredo. En fait, pour Cousin comme pour Jouffroy, le christianisme est une étape dans l'histoire de l'humanité — étape respectable certes, mais qui sera dépassée par une autre : l'ère de la raison, où la philosophie saura répondre à tous les besoins du cœur humain.
À l'époque d’O Progresso, on constate incontestablement chez Figueiredo le souci de fonder une réflexion sur des bases modernes ; sur le plan du discours, toute référence à des schémas religieux est écartée lorsqu'il s'agit d'interpréter les réalités considérées. Dans la polémique avec Autran à propos du socialisme, des références aux Évangiles et aux Pères de l'Église commencent à apparaître. À l'époque d'A Carteira, ces références tendent à se multiplier. Tiago Adão Lara affirme déceler entre le théisme de Cousin et Jouffroy, d'un côté, et le théisme de Figueiredo, de l'autre, une ligne de partage qui correspond à la présence du Christ ; l'acceptation du Christ, explicitement ou implicitement, impliquait l'acceptation de la révélation, c'est-à-dire d'un plan différent de connaissance et de comportement.
Figueiredo réprouve les conséquences d'une irreligiosité qu'il juge dangereuse. Tiago Adão Lara relève le passage où Figueiredo, après avoir évoqué le suicide d'un certain José Alves da Costa, 36 ans, et signalé que l'on discutait beaucoup du point de savoir si le suicide est toujours le fruit d'une anomalie psychique, Figueiredo saisit l'occasion pour faire la réflexion suivante : « […] nous devons alors chercher la cause de sa fréquence dans les temps modernes, dans ce scepticisme universel, dans ce relâchement de tous les liens sociaux, qui se manifestent de toutes parts, pour la gloire de la littérature, qui les encourage. »
Ainsi Figueiredo réussit-il, dans cette troisième période, à faire la synthèse entre la modernité de sa pensée et la culture chrétienne de son peuple. Tiago Adão Lara se plaît à relever les passages dans ses écrits où apparaissent associés christianisme et civilisation moderne, christianisme et philosophie, notamment où Figueiredo affirme que la tendance à la justice distributive est « fille incontestable du christianisme et de la civilisation moderne », que l'extinction du trafic des esclaves fut « inspirée par la philosophie et par le christianisme ». Il est à souligner que dans ce contexte le terme de philosophie se réfère à celle qui engendra la devise « Liberté, Égalité, Fraternité ». Selon Lara, la conciliation entre la pensée chrétienne et la pensée moderne a lieu, dans les écrits de Figueiredo, non pas à l'issue d'une confrontation directe et théorique, mais en vertu d'une coexistence implicite et pratique ; rien en effet de ce qui est réellement bon, vrai et humain dans les conquêtes de l'humanité ne saurait aller à l'encontre du christianisme véritable ; pour Figueiredo, selon Lara, le christianisme se situe à la racine du « moderne », de tout ce que celui-ci comporte de bénéfique et de valable.
Toutefois, Figueiredo privilégiant une attitude pratique plutôt que théorique, ce qui le préoccupe avant tout désormais sont les sujets sociaux. Si dans O Progresso il s'évertue encore à vouloir les examiner dans une perspective laïque, à partir de 1852, cela ne lui est pas un problème de les appuyer également sur des fondements chrétiens, lesquels reconnaissent en l'homme une créature de Dieu, susceptible de salut. Il parvint à la conviction qu'il pouvait être à la fois chrétien et moderne, et, selon le mot de Lara, opérer la synthèse entre progrès industriel et paix messiannique.

### Réserves marxistes
Pour la critique marxiste, l'activité de la revue serait avant tout à resituer dans la lutte sociale et politique alors en cours au Brésil, laquelle lutte avait pour objectif de permettre le déploiement dans le pays d'une organisation bourgeoise d'un même degré de développement qu'en Europe. Les contributeurs d'O Progresso avaient saisi que la situation politique tendue créée par les confrontations partisanes empêchait la mise en œuvre, sous forme de structures durables, d'un programme de modernisation du Brésil. Ils tentèrent de construire un solide édifice théorique capable d'aider à cet objectif. L'un des principes destinés à soutenir le processus de modernisation envisagé était d'éduquer les masses à des attitudes plus sereines et respectueuses de l'ordre public, attitudes jugées nécessaires pour prendre le chemin du bien-être matériel. Il s'agissait d'inculquer à la population, toujours encline à la rébellion, que la pratique du conflit et de la sédition était préjudiciable non seulement au pays, mais aussi, fondamentalement, à l'individu.
La revue de Figueiredo, partie prenante de ce processus, se fera le porte-voix des voies et moyens nécessaires à la marche du progrès sur le sol brésilien, en mettant plus particulièrement l'accent sur deux questions fondamentales, la première liée au souci de ne pas permettre l'éclosion de conditions défavorables à l'expansion des forces capitalistes, en dissimulant la dimension de lutte des classes des conflits qui pourraient survenir ; la seconde consistant à donner corps au débat intellectuel et à fabriquer les idées capables de garantir les objectifs décrits et dont la bourgeoisie nouvelle dépendait pour survivre.
La mission de la revue O Progresso était par conséquent de définir une voie durable pour la mise en place définitive du système capitaliste au Brésil. De même, sur le plan théorique, il convenait de démontrer que le progrès matériel ne pouvait se réaliser que dans les conditions d'un ordre moral parfait. L'on atteindrait cette nouvelle morale en substituant à la poursuite des intérêts privés celle des intérêts communs ; la revue argua donc qu'un Brésil progressiste ne verrait le jour que si les hommes se séparent de leurs intérêts particuliers. Ainsi, sur le plan intérieur, était-il nécessaire d'en finir avec les éternelles disputes partisanes qui faisaient obstacle au progrès et, sur le plan extérieur, de démontrer que les conflits engendrés par la relation capital-travail et sévissant en Europe, ne sauraient prendre pied chez les travailleurs brésiliens, et mettre en échec l'idée même de révolution. L'esprit révolutionnaire devait par conséquent être banni par tous les hommes probes et désintéressés, attendu que ceux-ci auront reconnu la validité des instruments de transformation politique que sont les actes législatifs, pris sans heurts ni révolution, lois aptes à assurer la plus grande quantité de jouissance possible à chacun des individus qui composent la nation.
La continuité de la société bourgeoise, — que la revue du reste ne condamnait d'aucune manière, car considérant ses distorsions comme le résultat de la fausseté des relations établies entre les hommes en tant que producteurs et consommateurs, par l'influence exagérée accordée à certains facteurs du processus de production —, dépendra des réformes qui seraient menées dans le corps social. Contre le mal de la révolution, qui s'est sournoisement infiltré dans les esprits insatisfaits de leurs conditions de vie, l'on usera de l'antidote de la nouvelle morale. Il importait d'œuvrer à ce que les hommes comprennent que la cause des maux de la société ne gît pas dans la société même, mais relève de la sphère exclusive des individualités humaines. L'objectif était donc de faire admettre l'idée que les convulsions sociales étaient dommageables à un État progressiste. Il fallait amener la population à réprouver les disputes politiques, jugées stériles, et en même temps réaffirmer que le Brésil possédait un groupe de gens — comprendre : la bourgeoisie nationale en gestation — directement engagés dans le développement du pays et désireux d'y introduire les mêmes conditions dont jouissait l'Europe. Ce que proposaient Figueiredo et ses collaborateurs, c'était la conciliation : que les hommes veuillent donc laisser là leurs querelles et s'engager sur le chemin du progrès, à l'image de celui tracé au même moment par Guizot dans la France de 1848.
Quant à la fonction pédagogique de la revue, les commentateurs marxistes, en pointant que l'éducation est toujours l'expression d'une pratique sociale donnée, et représente un moyen de façonner le citoyen selon les nécessités de l'époque concernée, en éduquant les membres de la société pour qu'ils soient en adéquation avec ce que cette société se propose de construire, soulignent que c'est à cette fin justement qu'O Progresso fut lancé. Sa mission était d'ouvrir les portes au capitalisme mondial, en confortant la suprématie de la bourgeoisie nationale naissante dans la conduite du processus de modernisation.

## Postérité
Pendant longtemps, Figueiredo restera dans un oubli presque total, en partie sans doute parce qu'il fut occulté par le milieu universitaire de la faculté de droit de Recife, qui forma ultérieurement une pléiade de penseurs, regroupés sous la dénomination de philosophes de l'école de Recife, et dans la liste desquels c'est en vain qu'on chercherait le nom de Figueiredo.
Cependant, plusieurs études sont parues entre-temps tendant à restituer la mémoire de Figueiredo et à lui rendre sa juste place. Ce sont en particulier : Nordeste, de Gilberto Freyre, p. 115-120 ; As raízes cristãs no pensamento de Antônio Pedro de Figueiredo, de Tiago Adão Lara ; História da filosofia no Brasil, de Jorge Jaime, vol.I, p. 157-162 ; Dicionário biográfico de Pernambucanos Célebres, de F.A. Pereira da Costa, 1982, p. 145-154 ; O ecletismo de Antônio Pedro de Figueiredo, d'Antônio Paim, dans Revista Brasileira de Filosofia, 1966, p. 7-26 ; História das idéias socialistas no Brasil, de Vamireh Chacon, 1981 ; Gláucio Veiga, A.P. De Figueiredo e Feitosa, dans História das Idéias da Faculdade de Direito do Recife, vol. III, 1982, p. 213-263 ; Adelaide Gonçalves, de l'université fédérale du Ceará, fait plusieurs fois allusion à Figueiredo dans son O Fourierismo e os primórdios do Socialismo no Brasil, de 2000 ; l'écrivain Paulo Mercadante et le philosophe Luís Washington Vita ont également évoqué sa figure ; plus récemment enfin, diverses études de Marcília Rosa Periotto, de l'université fédérale de Campina Grande.
À souligner plus particulièrement l'attention portée par l'historien et juriste Amaro Quintas (1911-1998) à la figure de Figueiredo. C'est à l'instigation de Quintas, et sur les instances de Gilberto Freyre, que furent réédités en volume les articles de la revue O Progresso, par les soins du gouvernement du Pernambouc et sur les presses officielles de cet État, en 1950. Dans son ouvrage O Sentido social da Revolução Praieira, publié à l'occasion du centenaire de cette rébellion, Quintas met en relief le rôle joué par Figueiredo, en qualité de mentor, dans ce mouvement armé, sans toutefois que le journaliste se fût impliqué directement dans le conflit.

### Éditions
- Les articles de la revue O Progresso ont été intégralement reproduits dans un recueil en trois tomes, paru aux presses officielles de l'État du Pernambouc (Imprensa Oficial do Governo de Pernambuco) en 1950. Cette réédition, réalisée sous l'égide du gouvernement de l'État du Pernambouc, faisait partie du programme de célébration du centenaire de la Révolution praieira. Le texte de cette parution fut établi et préfacé par le professeur Amaro Quintas, qui pour ce faire s'appuya sur l'édition originale conservée aux archives publiques de l'État du Pernamabouc.

### Études sur Figueiredo
- (pt) Tiago Adão Lara, As raízes cristãs no pensamento de Antônio Pedro de Figueiredo, Londrina, Universidade Estadual de Londrina, 2001, 2e éd. (1re éd. 1976) (lire en ligne).
- (pt) Aloísio Franco Moreira, As idéias políticas e outras idéias de dois quarent-huitard (sic) pernambucanos: Abreu e Lima e Antonio Pedro de Figueiredo, thèse de maîtrise en histoire, Université fédérale de Pernambouc, Recife 1986
- (pt) Aluizio (ou Aloísio) Franco Moreira, As idéias políticas e outras idéias de dois quarante-huitards pernambucanos: Abreu e Lima e Antonio Pedro de Figueiredo, dans : Antonio Paulo Rezende (dir.), Recife: que História é essa?, Fundação de Cultura Cidade do Recife, Recife 1987 (p. 53-104
- (pt) Amaro Quintas, Antônio Pedro de Figueiredo, o Cousin fusco, Revista de História, v. 16, no 34, São Paulo 1958
- (pt) Antônio Paim, O ecletismo de Antônio Pedro de Figueiredo, dans Revista Brasileira de Filosofia, no 61, janvier/mars, São Paulo 1966
- (pt) Vamirech Chacon, História das Idéias Socialistas no Brasil, dans Civilização Brasileira (collection Retratos do Brasil, no 37), Rio de Janeiro 1965
- (pt) Vicente Barreto, Antonio Pedro de Figueiredo: uma revisão crítica, dans Revista Brasileira de Filosofia, vol. XXIV, fasc. 96, oct./nov./déc. 1974, São Paulo 1974
- (pt) Marcília Rosa Periotto, A Espiral do Progresso e a Felicidade da Nação: A instrução do povo para o advento do trabalho livre no Brasil de 1840 a 1850, thèse de doctorat (non publiée) soutenue en 2001 à l'université de Campinas, sous la dir. du prof. José Claudinei Lombardi.